# تویوتا
تویوتا موتور کورپوریشن (به ژاپنی: トヨタ自動車株式会社) شرکت چندملیتی ژاپنی است که در زمینهٔ طراحی، توسعهٔ فناوری و تولید انواع خودرو، پیشرانه و قطعات خودرو فعالیت می‌کند و ستاد آن در شهر تویوتا در استان آیچی کشور ژاپن قرار دارد. این کورپوریشن مالک برندهای دینا، دایهاتسو، لکسوس و هینو موتورز نیز می‌باشد که هم‌اکنون به‌عنوان بزرگ‌ترین خودروساز جهان شناخته می‌شود.
نخستین خط تولید خودرو تویوتا در سال ۱۹۳۷ توسط کیشیرو تویودا و در کارخانه ماشین‌سازی صنایع تویوتا، که متعلق به پدر وی (ساکیشی تویودا) بود، راه‌اندازی شد. نخستین خودروی سواری این شرکت تویوتا ای‌ای نام داشت. بخشی از سهام این شرکت در بازارهای بورس نیویورک، بورس لندن و بورس توکیو معامله می‌شود. تویوتا (トヨタ) در زبان ژاپنی به‌معنی شالیزار است.

## تاریخچه

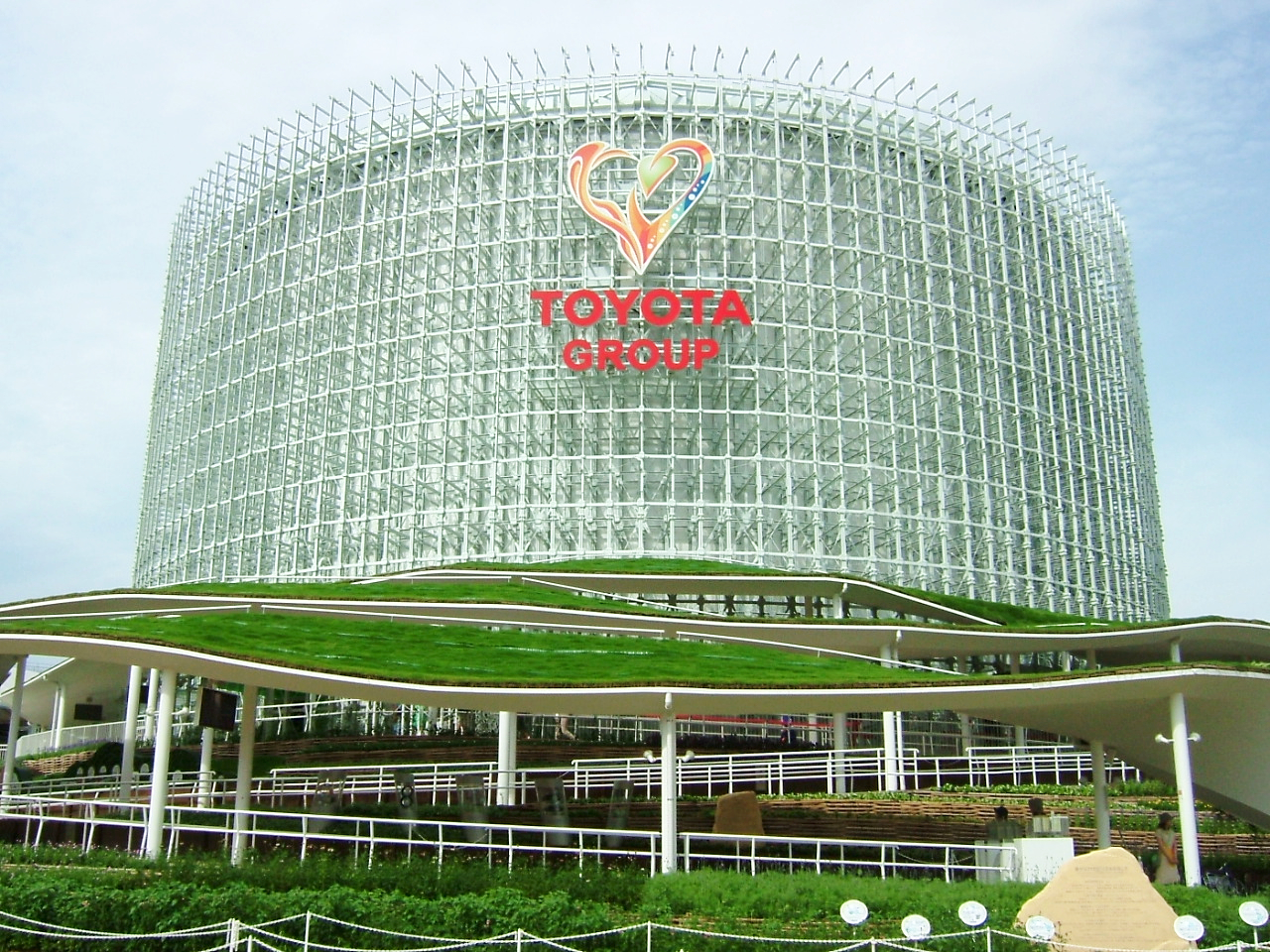
پاویلیون (غرفه) تویوتا در نمایشگاه اکسپو ۲۰۰۵، در تویوتا، آیچی

ریشه‌های تأسیس خودروسازی تویوتا، به سال ۱۹۲۶ بازمی‌گردد، که ساکیشی تویودا، اقدام به راه‌اندازی شرکت صنایع تویوتا نمود. پیشینه این شرکت، که در صنعت نساجی فعالیت می‌کرد نیز، به ابتدای قرن بیستم بازمی‌گردد، که به عنوان یک کارخانه ریسندگی فعالیت می‌نمود. ساکیشی تویودا، که سال‌ها همچون پدرش، به فروش فرش اشتغال داشت، این کارخانه را راه‌انداخته بود و در سال ۱۸۹۴ یک ماشین بافندگی صنعتی نیز ابداع کرده و ساخته بود.
ساکیشی در سال ۱۹۲۴ گونه تمام‌خودکار آن را ساخت و دو سال بعد، کارخانه خودکار ریسندگی تویوتا، تحت نام صنایع تویوتا پا به عرصه وجود نهاد. پسر کنجکاو و مستعد او، کیشیرو تویودا که در سال ۱۹۲۹ در رشته مهندسی مکانیک از دانشگاه توکیو فارغ‌التحصیل شده بود، در کارخانه پدر مشغول به کار گردید، اما همه توجه او صرف ساخت موتور خودرو شد.
در سال ۱۹۲۹ موافقتنامه‌ای با شرکت برادران پلات از انگلستان در ماشین‌آلات صنعتی ریسندگی و بافندگی به امضا رسید. بر اساس این توافقنامه حق تولید و فروش دستگاه‌های اتوماتیک بافندگی به کشورهایی غیر از ژاپن نیز (مثل چین و آمریکا) در قبال ۱۰۰٫۰۰۰ پوند داده می‌شد، که درپی آن، کیشیرو رهسپار ایالات متحده آمریکا شد. البته کیشیرو از این سفر اهداف دیگری نیز داشت. در زمان انجام مذاکرات با برادران پلات، مجذوب خودروها در غرب شد. در این سفر بود، که او تصمیم خود را برای ورود به صنعت خودروسازی گرفت.
در سال ۱۹۳۰ کیشیرو پژوهش بر روی موتورهای گازوئیلی را آغاز کرد. کیشیرو در مورد برنامه آینده خود با رئیس شرکت، ریسابورو مشورت نمود، ریسابورو نخست بسیار محتاط بود و فریادهای اعتراض از داخل و خارج شرکت بلند شد، اما کیشیرو بر تصمیم خود پافشاری می‌کرد و عقیده داشت که این تجارت برای شرکت سودمند خواهد بود و از همه مهم‌تر دولت نیز آشکارا برای سیاستگذاری پیشبرد صنایع خودرو در تلاش بود. طولی نکشید که ریسابورو موافقت کرد و کیشیرو دپارتمان خودرو را در سال ۱۹۳۳ در قسمت کوچکی از کارخانه ریسندگی پدر، راه‌اندازی نمود. هدف او تولید خودروهای مناسب با شرایط ژاپن بود، در حالی‌که نکات مثبت خودروهای خارجی را نیز در نظر داشت.
در سال ۱۹۳۵ نخستین کارخانه خودروسازی تویوتا، آغاز به کار کرد و سال بعد، لوگوی تویودا به تویوتا تغییر یافت. یک سال بعد، یعنی ۱۹۳۷ شرکت تویوتاموتور به‌طور رسمی افتتاح شد. بدین ترتیب یکی از موفق‌ترین کارخانجات ریسندگی ژاپن، در بین دو جنگ جهانی با تغییر گرایش، به کارخانه خودروسازی تبدیل گشت. تلاش و همت کیشیرو تویودا باعث شد، که از دل کارخانه پدر، کارخانه‌ای جدید، تأسیس شود.
نخست خود کیشیرو به عنوان قائم مقام شرکت جدید عمل می‌کرد، که در می ۱۹۴۱ به عنوان مدیرعامل، مشغول به کار شد. بلافاصله پس از راه‌افتادن شرکت جدید، اصول مدیریتی نوینی در روش مدیریت و اداره کارخانه، به کار گرفته شد.
در سال ۱۹۳۸ سامانه JIT عملیاتی شد. دو سال بعد، مؤسسه پژوهشی تویوتا افتتاح گردید. سال ۱۹۵۱ سامانه پیشنهاد ایده‌های خلاق در تویوتا فعال شد. ۱۹۷۳ مرکز طراحی و سال بعد نیز مرکز آموزش تویوتا، توسط کیشیرو راه‌اندازی گردید.
نخستین محصول تجاری شرکت تویوتا، کامیون ۱٫۵ تنی جی۱ بود. در طی جنگ جهانی دوم تمام کارخانه در اختیار جنگ بود و برای ارتش ژاپن، کامیون تولید می‌کرد. تا چند سال بعد، از اتمام جنگ نیز، اجازه تولید خودرو به تویوتا داده نشد.
در سال ۱۹۵۲ با مرگ کیشیرو، مسئولیت شرکت برعهده ایجی تویوتا پسر عموی او، قرار گرفت. ایجی به همراه پسر کیشیرو، شوئی شیرو تویوتا و طی سال‌های بعد، تویوتا را به یکی از شرکت‌های بزرگ خودروسازی جهان تبدیل کردند. در سال ۱۹۷۷ مرکز فنی تویوتا در ایالات متحده آمریکا افتتاح شد و سال ۱۹۸۴ همکاری تویوتا با جنرال موتورز در ایالات متحده صورت گرفت. پس از ایجی، تایچی اونو مسئولیت شرکت را به عهده داشت و در استقرار سامانه تولید تویوتا، بسیار همت گماشت و اصول راهنمای تویوتا را، در سال ۱۹۹۲ منتشر کرد.
امروزه تویوتا بزرگ‌ترین تولیدکننده خودرو در جهان است، که از وسایل نقلیه کوچک گرفته تا کامیون‌های بزرگ را در انواع مدل‌ها تولید می‌کند. شرکت تویوتا همچنین فعالیت‌های مختلفی در زمینه خدمات مخابراتی – خانه‌های پیش‌ساخته و قایق‌های تفریحی انجام داده‌است.

## سامانه تولید
تویوتا یک شرکت معمولی تولید خودرو نیست. از همان آغاز راه‌اندازی شرکت، اصول و مبانی بکر مدیریتی در شرکت به کار گرفته شد. این همان وقتی بود، که کیشیرو تویودا جوان در کارخانه ریسندگی پدرش ساکیشی تویودا، با ایده‌گیری استفاده از نوار نقاله، خط مونتاژ تولید موتور گازوئیلی کوچکی را، با کمک مهندسان جوان دیگر راه‌انداخت.
پدر کیشیرو معتقد بود، هیچ فرایندی را نمی‌توان کامل نامید و همیشه جایی برای بهبود وجود دارد و همین اندیشه بهبود بود، که فرایند کایزن یا بهبود مستمر را در تویوتا نهادینه کرد.
ماجرای تولد شرکت جدید تولید خودرو در گوشه کوچکی از کارخانه ریسندگی پدر، اندیشه ساده و جمع و جور کار کردن و بی‌ریخت و پاش بودن و آراستگی محیط کار را، در ذهن و دل کارکنان شرکت جدید، جای داد و بدین ترتیب شرکت خودروسازی تویوتا، مدل سامانه تولیدی خاص خود را، به دنیا عرضه کرد.
بنیان سامانه تولید تویوتا، فلسفه حذف کامل اتلاف‌هاست! کیشیرو معتقد بود، شرایط ایده‌آل برای تولید وقتی است، که ماشین‌آلات و افراد با هم کار کنند، تا بدون هیچ‌گونه اتلافی ارزش افزوده ایجاد شود.
اونوتایشی، مهندس جوانی که در سال ۱۹۳۲ به تویوتا پیوست در توسعه اندیشه کایزن، در تویوتا نقش مهمی داشت. او با ابداع سامانه کانبان، بُعد دیگری از سامانه تولید تویوتا را عرضه کرد و با دمینگ و ایشیکاوا همکاری نزدیکی داشت.
تایچی اونو، پیشتاز سامانه تولید تویوتا در دهه ۱۹۵۰، بر این باور بود، که بزرگ‌ترین مشکل وقتی است، که هیچگونه مشکلی وجود نداشته باشد. او به‌طور مستمر به کارکنان می‌گفت به هر موضوعی که برخورد می‌کنید، پنج بار بپرسید «چرا؟» مثالی که خود او می‌زد؛ یک روبات جوشکاری بود، که در وسط کار متوقف می‌شود و با این پنج پرسش، ریشه مشکل به دست می‌آید.
- چرا روبوت متوقف شد؟

زیرا مدار آن بیش از حد بار کشید و فیوز سوخت. 
- چرا مدار بیش از حد بار کشید؟

زیرا یاتاقان‌ها به خوبی روانکاری نشده بودند. 
- چرا یاتاقان‌ها خوب روانکاری نشده بودند؟

زیرا گردش پمپ روغن ناقص صورت می‌گیرد. 
- چرا گردش روغن به خوبی صورت نمی‌گیرد؟

زیرا خروجی آن با آشغال‌های فلزی مسدود شده‌است. 
- چرا خروجی آن مسدود شده‌است؟

زیرا فیلتری روی پمپ وجود ندارد. 
بدین ترتیب پاسخ مشکل پیدا می‌شود. گرچه ابداع‌گر اصل پنج چرا، ساکیشی تویودا بود، ولی اونو این اصل را توسعه داد. اونو معتقد بود، علت ریشه‌ای مشکلات را کشف کردن، خود عامل و کلید حل مشکلات بعدی است… داده‌ها در تولید مهم است، اما واقعیت، مهم‌تر است. پس باید عمیق نگاه کرد و به ریشه رسید.

## سامانه‌های تویوتا
در سامانه تولید تویوتا، موارد زیر به کار گرفته شده‌است:

### تولید به هنگام

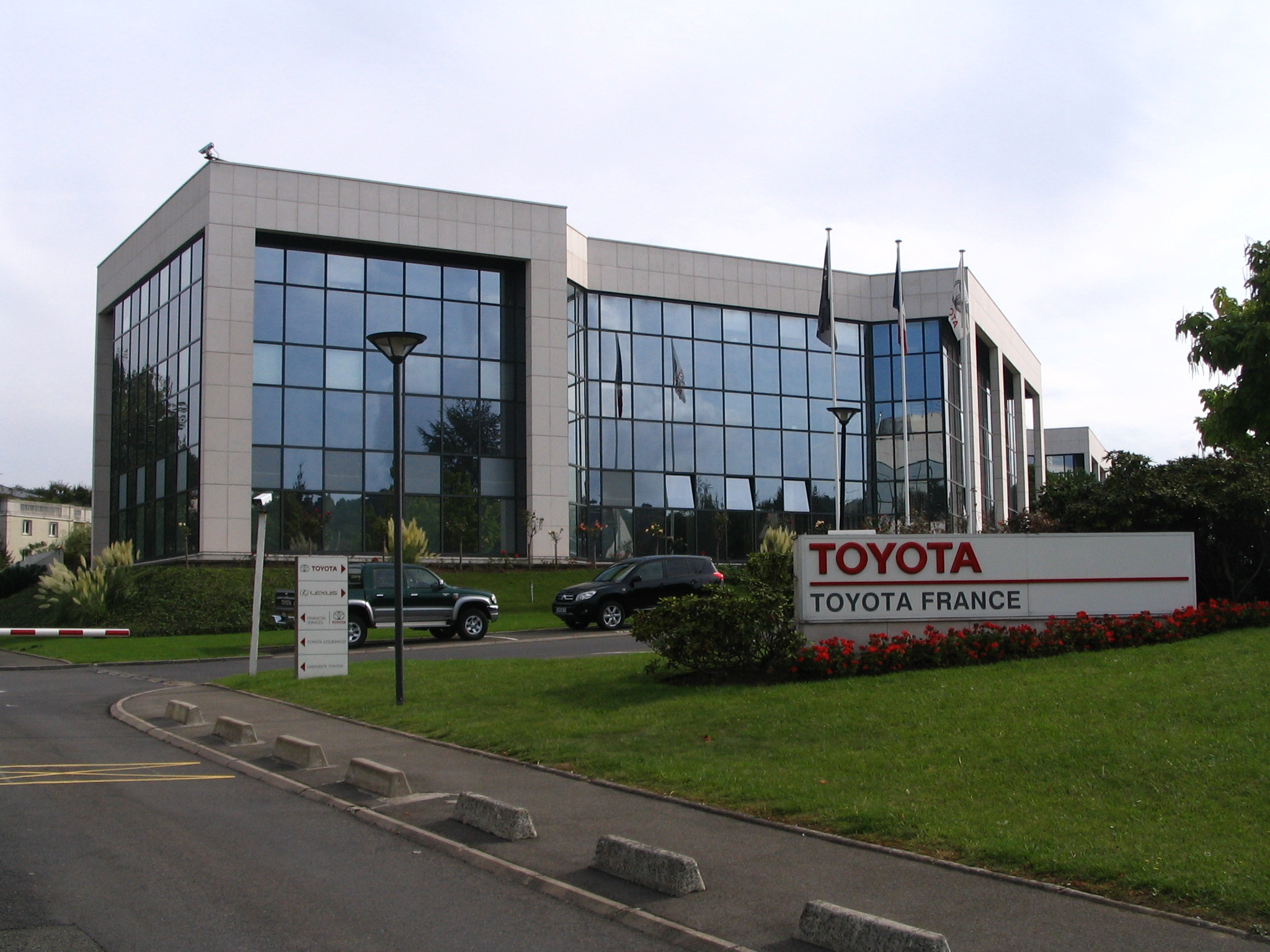
ساختمان شعبه تویوتا در فرانسه

تولید به هنگام روشی است، که در آن هر قطعه، درست در هنگامی که به آن نیاز است، تولید می‌شود و هیچ مقداری در انبار وجود ندارد. به عبارت دیگر، سؤال این است: چه چیز نیاز است؟ چه وقت نیاز است؟ چه مقدار نیاز است؟ بدین ترتیب می‌توان اتلاف‌ها را حذف کرد و بهره‌وری را افزایش داد. با صفر کردن موجودی انبار، هزینه‌های نگهداری کالا در انبار حذف می‌شود. لازمه این کار ارتباط بسیار قوی با تأمین کنندگان قطعات و مدیریت صحیح زنجیره تأمین است.
ایده تولید به هنگام توسط تایچی اونو به خوبی توسعه داده شد. شاید ایده اولیه طرح چنین رویکردی، کمبود فضا و امکانات تولید در بخشی از کارخانه تولید موتور خودرو بود، که کیشیرو تویودا در کارخانه ریسندگی پدر خویش راه‌انداخته بود.

### کانبان

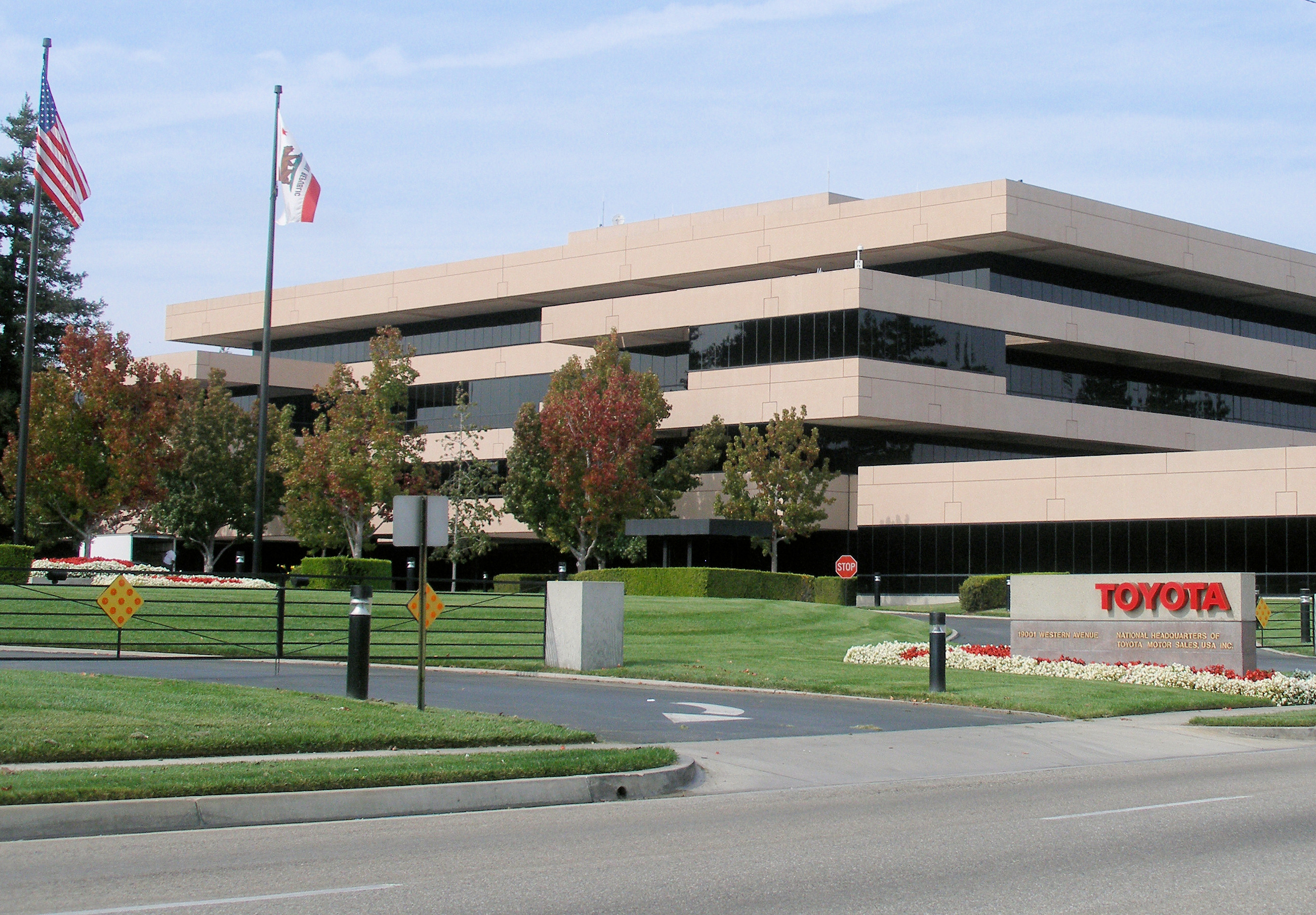
ساختمان مرکز فروش تویوتا در ایالات متحده، تورانس، کالیفرنیا

کانبان یک سامانه متفاوت و متمایز کنترل است. وقتی در ایستگاه کاری به قطعه‌ای نیاز است، این نیاز اطلاع داده می‌شود و سپس قطعه به سرعت تولید و حمل می‌شود، به گونه‌ای که وقفه‌ای در تولید پیش نیاید. کانبان یک لغت ژاپنی است، به معنی کارت، بلیط و علامت.
کانبان در سامانه تولید تویوتا ابزاری است، برای مدیریت جریان و تولید مواد. به کانبان، روش سوپرمارکت نیز گفته می‌شود، زیرا ایده اولیه از فروشگاه‌های تجاری بزرگ گرفته شده که از کارت‌های کنترل استفاده می‌کنند و کلیه اطلاعات مربوط به محصول مثل اسم، کد، محل انبار و مانند آن، در کارت نوشته می‌شود.

### جیدوکا

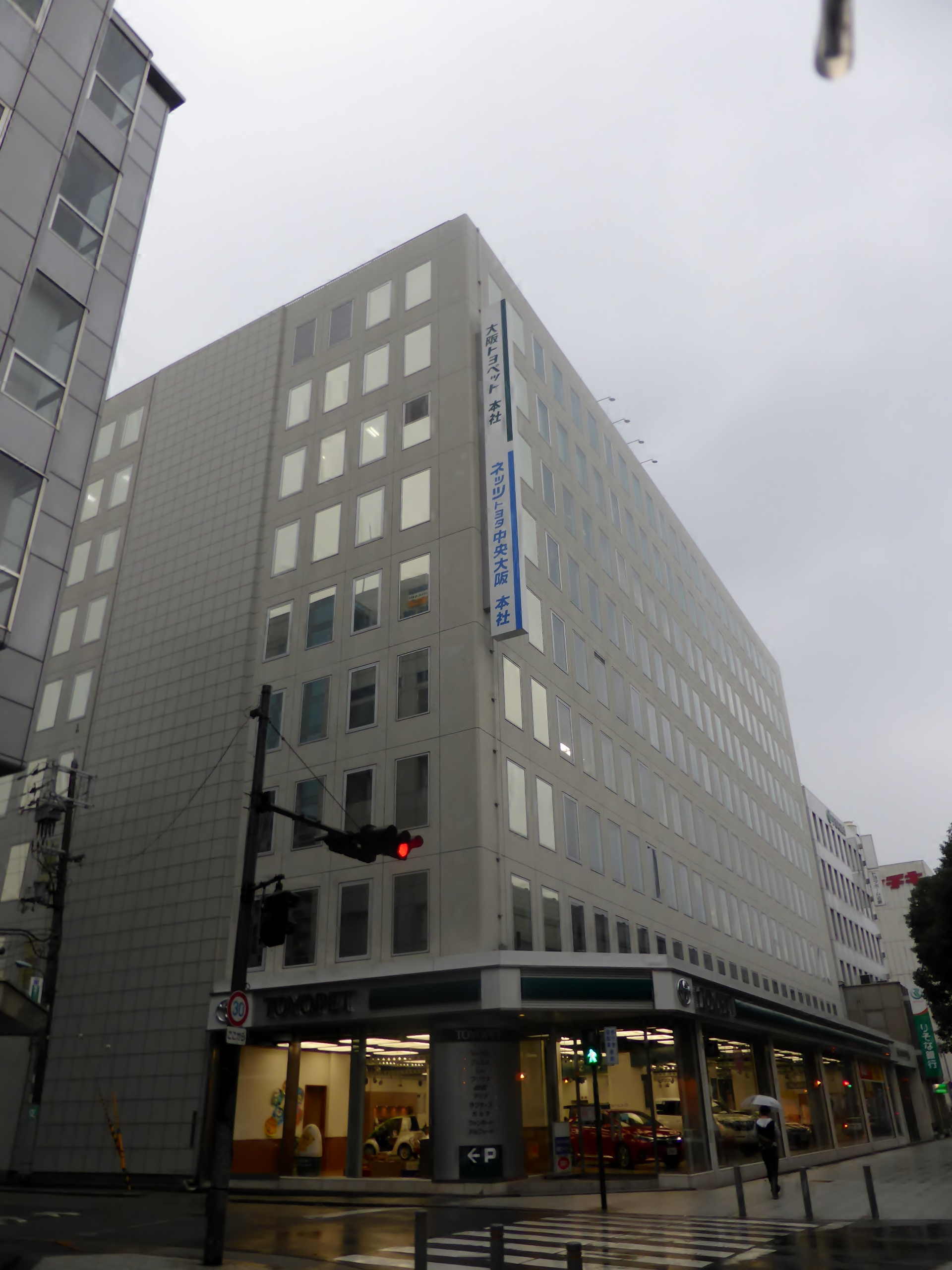
شعبه تویوتا در شهر اوساکا

این مفهوم توسط مؤسس تویوتا، ساکیشی تویودا مطرح شد. جیدو به مفهوم اتوماسیون است و جیدوکا یعنی اتوماسیون با نگرش انسانی؛ یعنی ماشینی که به آسانی حرکت می‌کند و تحت پایش و نظارت یک اپراتور است. جیدوکا بر دیدن مسائل تمرکز دارد و به ساخت محصولات بسیار کیفی منجر می‌شود. در این دیدگاه کیفیت باید در طی فرایند تولید به دست آید.

## درآمد

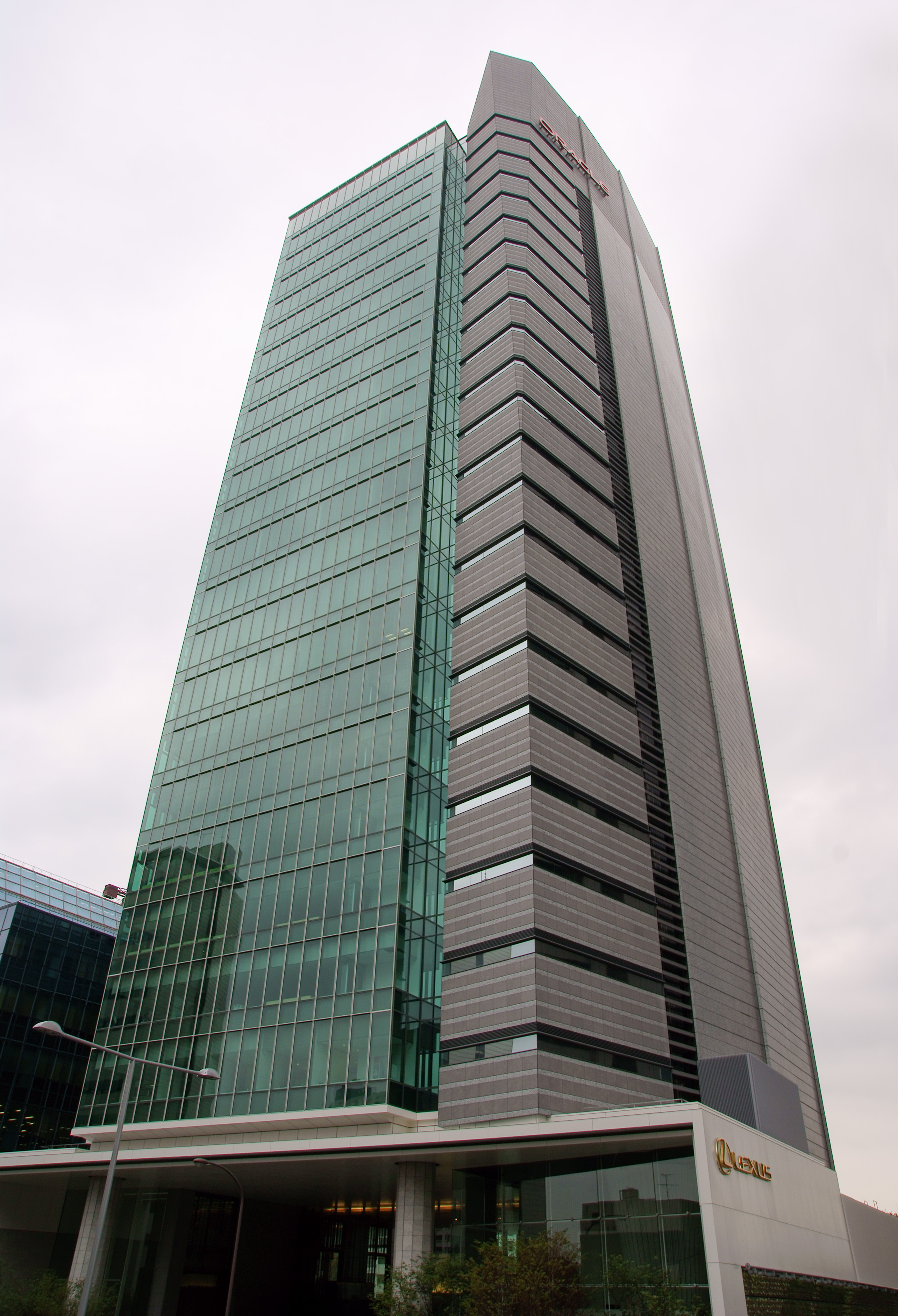
ساختمان مرکزی لکسوس، در توکیو

درآمد شرکت تویوتا در سال ۲۰۱۲ معادل ۱۹۷٫۲۹ میلیارد دلار و سود خالص آن ۳ میلیارد دلار بوده‌است. هم‌اکنون تویوتا پس از گروه فولکس‌واگن با درآمد ۲۴۷٫۷۷ میلیارد دلار و سود خالص ۲۸٫۱۳ و جنرال موتورز با درآمد ۱۵۰٫۲۷۶ میلیارد دلار و سود خالص ۷٫۵۸۵ میلیارد دلار سومین خودروساز برتر جهانی و نخستین خودروساز ژاپن محسوب می‌شود.
رشد روزافزون تویوتا به گونه‌ای است، که به زودی رقیب دوم خود را پشت سر خواهد گذاشت و دور نیست، که با عقب گذاشتن جنرال موتورز به غول برتر خودروسازی جهان تبدیل شود.
تویوتا در سراسر ژاپن ۱۲ کارخانه تولیدی دارد. بازار خارجی تویوتا ۱۷۰ کشور و منطقه را در برمی گیرد. شرکت‌های تولیدی خارجی سازنده تویوتا ۵۲ شرکت و در ۲۷ کشور جهان پراکنده می‌باشند. در سال ۲۰۰۵، در ژاپن ۶۵۷۹۸ نفر در کارخانه‌های شرکت کار می‌کرده‌اند، که با احتساب ۵۲۳ شرکت زنجیره تأمین، که ۲۳۱ شرکت آن در خارج از ژاپن مستقر است، این تعداد به ۲۸۵۹۷۷ نفر می‌رسد.
در سال ۲۰۰۵، تویوتا ۸۱۲ میلیارد ین در زمینه تحقیق و توسعه هزینه کرده‌است. آخرین دستاورد فناوری تویوتا، تولید خودروی هیبریدی سینرژی است، متشکل از دو منبع قدرت: موتور الکتریکی و موتور گازی / موتور بنزینی. در این فناوری امکان صرفه‌جویی در مصرف سوخت، صدای کمتر و رانندگی بهتر، تعبیه شده‌است.

## مدیریت ارشد

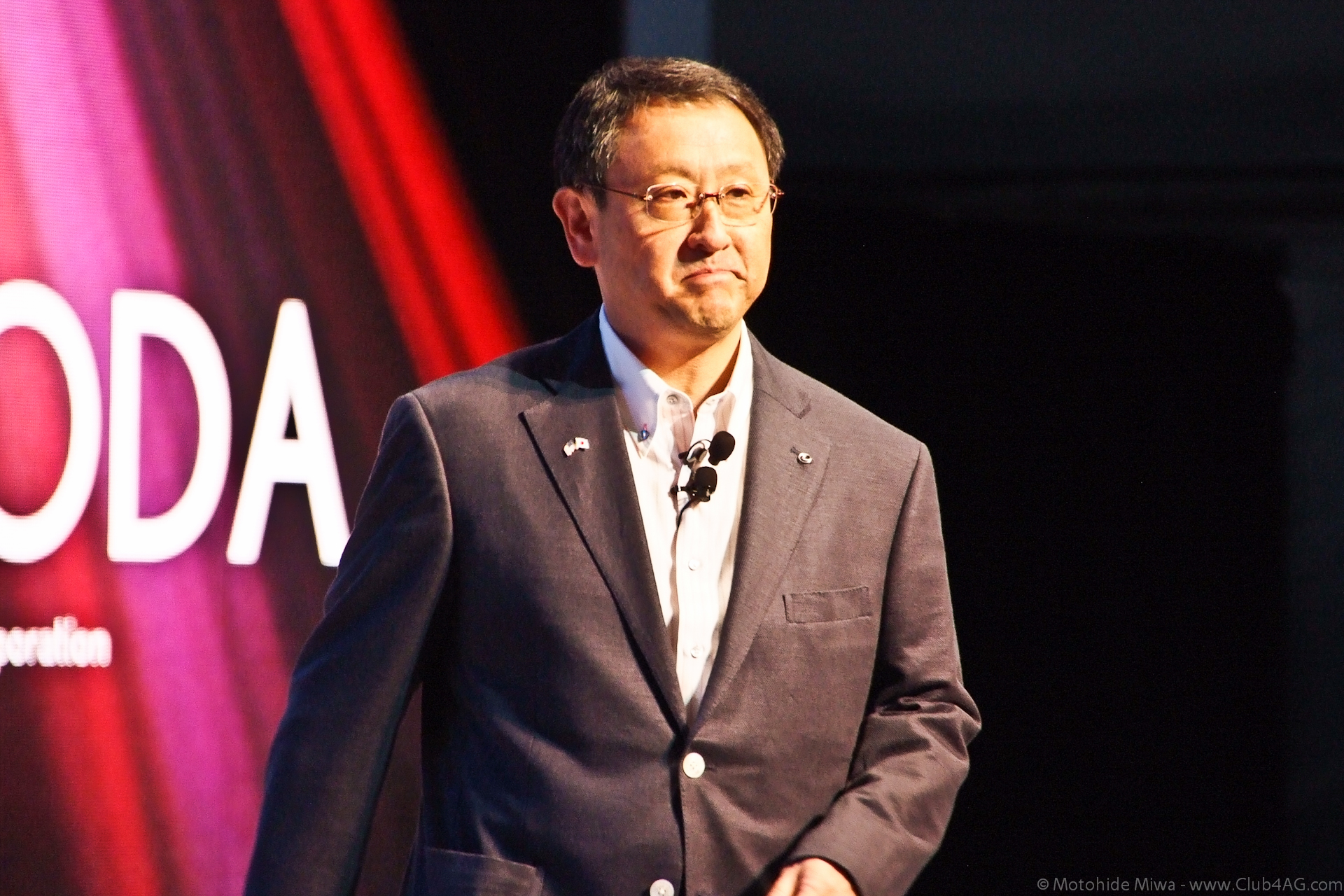
آکیو تویودا، مدیرعامل تویوتا

بنیانگذار اولیه شرکت، ساکیشی تویوداست، که نخستین کارخانه ریسندگی اتوماتیک در ژاپن را بنام صنایع تویوتا به راه‌انداخت. بسیاری از ایده‌های خوب مدیریتی، مانند بهبود مستمر که سپس در تویوتا به کار گرفته شد، از اوست. ساکیشی می‌گفت: پنجره را بازکن، دنیای بزرگی در بیرون وجود دارد…!
کیشیرو تویودا پسر ساکیشی، در گوشه‌ای از کارخانه پدر، خط تولید موتور گازوئیلی راه انداخت و در سال ۱۹۳۵ با تولید نخستین خودرو مدل تویوتا ای۱ و سال بعد مدل تویوتا ای‌ای رؤیای تولید یک خودرو شخصی را تحقق بخشید.
هم‌اکنون آکیو تویودا، مدیرعامل تویوتا است. وی که نوه کیشیرو تویودا می‌باشد، پس از کاتسواکی واتانابه به این سمت، منصوب شد.
برخی از شعارهای تویوتا در طی این سال‌ها که از زبان مدیران عامل بیان شده چنین است:
- مشتری حرف اول را می‌زند، سپس نوبت فروشنده است و در آخر سازنده قرار دارد.
- راه کسب تجربه، مواجهه با چالشهاست.
- خودت، با تلاش خود، از حرمت خود دفاع کن.
- ما دستاوردهای بزرگ را با زحمات خود به دست آورده‌ایم.
- کیفیت در حین فرایند ساخته می‌شود.

## آینده

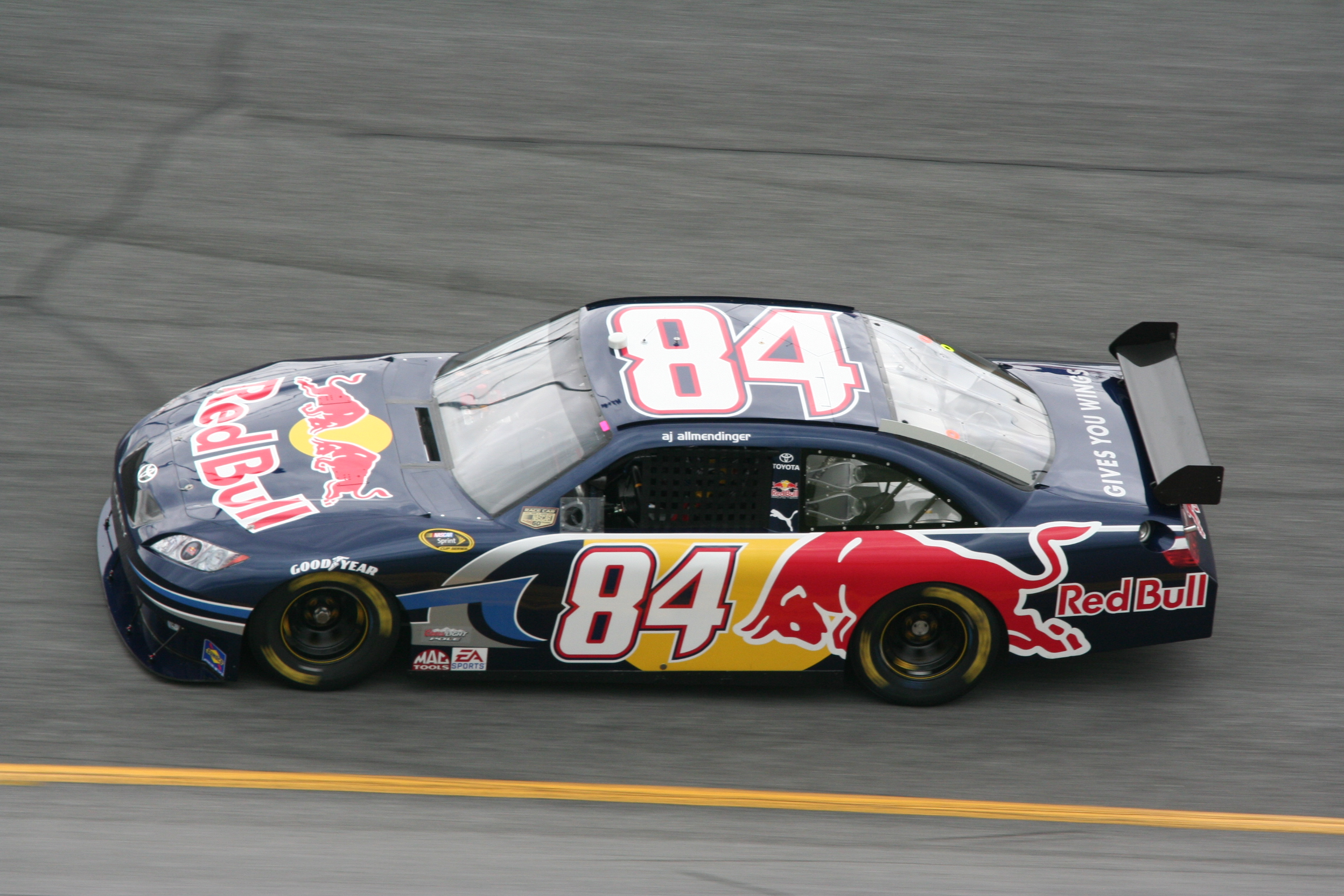
تویوتا کمری، مسابقات نس‌کار ۲۰۰۸، متعلق به تیم ردبول

تویوتا چشم‌انداز جهانی خود را برای سال ۲۰۱۳ ارائه داده‌است. این چشم‌انداز تصویر جدیدی برای تویوتا در آینده ترسیم می‌کند: خلق خودروها و جامعه خودرو محور که در آن افراد می‌توانند با سهولت و ایمنی رانندگی کنند. برای دستیابی به این مقصد، باید موازنه‌ای بین کمینه کردن و بیشینه کردن وجود داشته باشد.
کمینه کردن، چشم‌انداز و فلسفه تلاش‌های تویوتاست! در به حداقل رساندن جنبه‌های منفی خودرو مانند تأثیرات مخرب زیست‌محیطی، ترافیکی و تصادفات. بیشینه کردن، فلسفه و چشم‌انداز تویوتاست. در بیشتر کردن جنبه‌های مثبت خودرو، مانند راحتی، سرگرمی، مشعوف ساختن و مهیج کردن. تشدید مؤثر این دو رویکرد، حرکت پایدار را در پی دارد.
در ۴ ژانویه ۲۰۱۳ شرکت تویوتا خودروی خودگردانی را معرفی کرد که قادر است محیط اطرافش را مورد ارزیابی قرار داده و نسبت به تغییرات آن واکنش نشان دهد. این خودرو همچنین می‌تواند نقش یک هشداردهنده را برای راننده خود ایفا کند و با دیگر وسایل نقلیه ارتباط برقرار نماید.

## خودروهای تولید شده

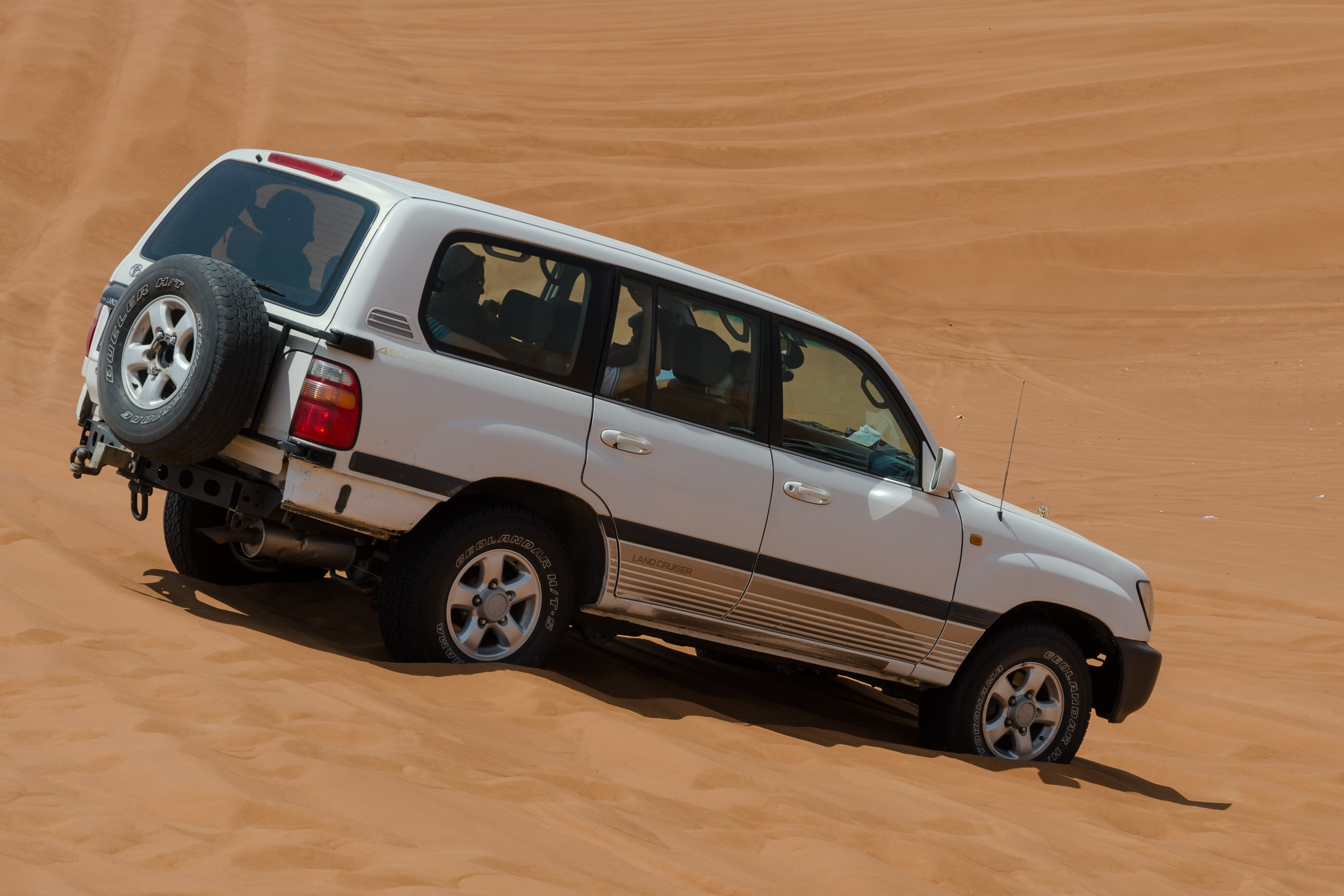
تویوتا لندکروزر

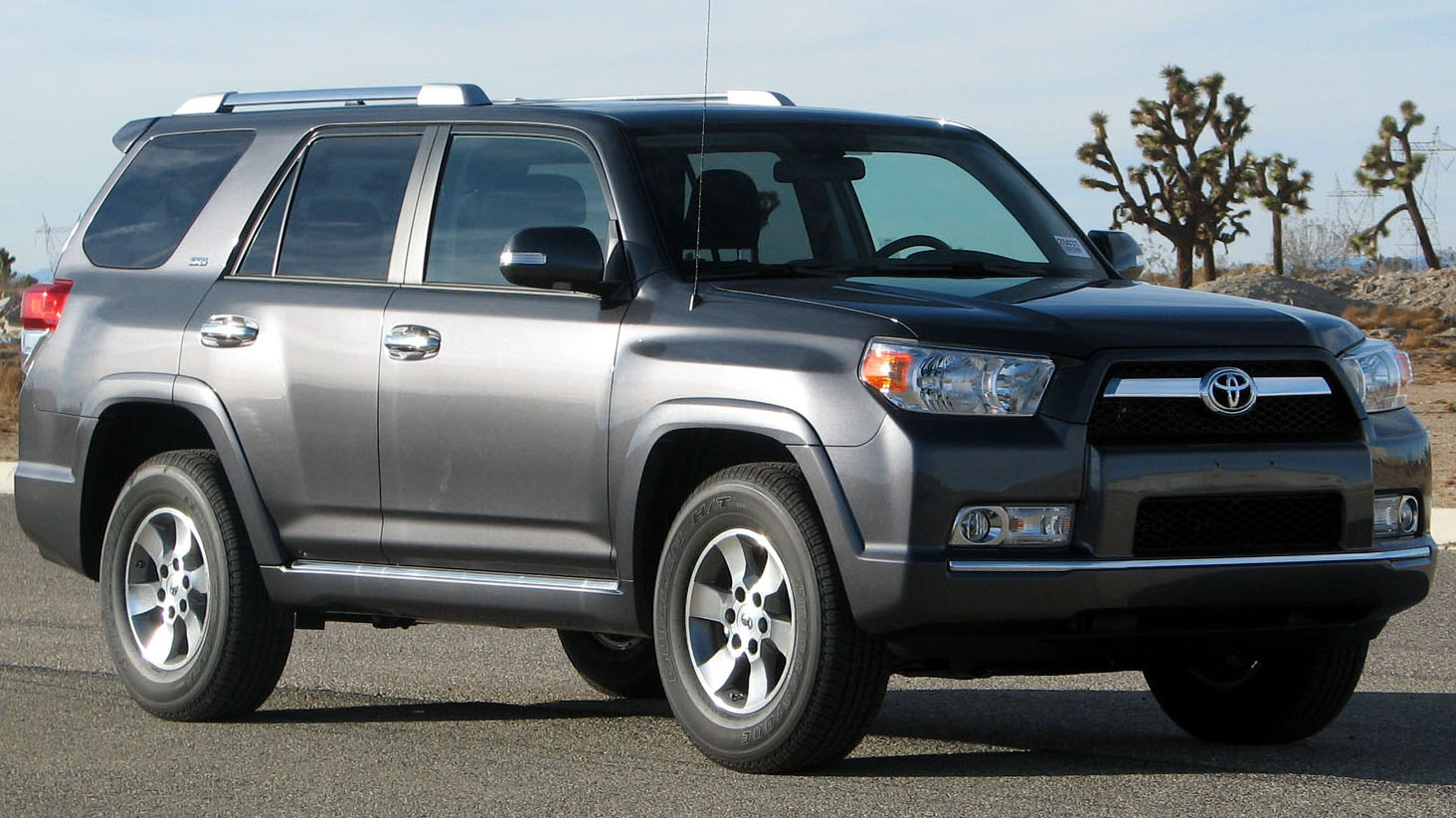
تویوتا ۴رانر ۲۰۱۰

خودروهای تویوتا که تاکنون از طریق درگاه تویوتا استور، در سطح بین‌المللی بفروش رفته‌است، عبارتند از:
تویوتا سده، تویوتا کراون مجستا، تویوتا کراون، تویوتا پریوس، تویوتا آلیون، تویوتا آریس، تویوتا کورولا (ای۱۲۰)، تویوتا پوتر، تویوتا پرویا، تویوتا آیسیز، تویوتا افجی کرویزر، تویوتا لندکروزر، تویوتا ترکر، تویوتا لندکروزر پرادو، تویوتا دینا، تویوتا استوت، تویوتا ۲۰۰۰جی‌تی، تویوتا کارینا ای‌دی، تویوتا گایا، شورولت کاوالیر، تویوتا مسترآس، تویوتا هایلوکس، تویوتا مگاکروزر.
خودروهایی که از درگاه تویوپت استور، در سطح بین‌المللی بفروش رفته‌است، عبارتند از:
تویوتا مارک ایکس، تویوتا پرمیو، تویوتا پریوس، تویوتا بلتا، تویوتا مارک ایکس زدآی‌او، تویوتا راکتیس، تویوتا آریس، تویوتا پوتر، لکسوس آرایکس، تویوتا راو ۴، دایهاتسو تریوس، تویوتا آلفارد، تویوتا های‌آس، دایهاتسو موو، تویوتا کورونا ای‌ایکسی‌وی، تویوتا ترسل، تویوتا اوپا، تویوتا آوالن، دایهاتسو تریوس، تویوتا ایست، تویوتا پلاتز، تویوتا هیلوکس، تویوتا پاسو، لکسوس ال‌اس.
خودروهایی که از درگاه تویوتا کرولا استور، در سطح بین‌المللی بفروش رفته‌است، عبارتند از:
تویوتا کمری، تویوتا پریوس، تویوتا کورولا (ای۱۴۰)، تویوتا بلتا، تویوتا پروبوکس، تویوتا راکتیس، تویوتا سرا، تویوتا راو ۴، تویوتا پرویا، تویوتا مسترآس، دایهاتسو (تمامی، تویوتا پابلیکا، تویوتا ترسل، لکسوس ای‌اس، تویوتا کمری (ایکسوی۱۰)، تویوتا اسپرینتر مارینو، تویوتا راو ۴، تویوتا هایلندر، تویوتا اسپورت ۸۰۰، تویوتا سوپرا،
خودروهایی که از درگاه نتز استور و پیش‌تر تویوتا ویستا استور، در سطح بین‌المللی بفروش رفته‌است، عبارتند از:
تویوتا پریوس، تویوتا ایست، تویوتا آریس، تویوتا اونسیس، تویوتا رام، تویوتا دبلیوآی‌اس‌اچ، تویوتا راو ۴، تویوتا آلفارد، تویوتا آی‌کیو، تویوتا کورولا (ای۱۲۰)، تویوتا یاریس ورسو، لکسوس آی‌اس، تویوتا کورن، لکسوس جی‌اس، تویوتا ام‌آر۲، تویوتا استارلت، تویوتا ویستا، تویوتا کرستا، تویوتا اسپرینتر مارینو، تویوتا کورولا (ای۹۰)، تویوتا گرانویا، تویوتا لایت‌ایس، زاترن سری اس.
تویوتا و لکسوس اکنون ۲۰ مدل مختلف هیبریدی را در ۸۰ کشور جهان به فروش می‌رسانند که پر فروش‌ترین آن‌ها تویوتا پریوس هیبریدی است. این خودرو تأثیر مهمی در افزایش فروش خودروهای هیبریدی تویوتا داشته‌است.

## نگارخانه

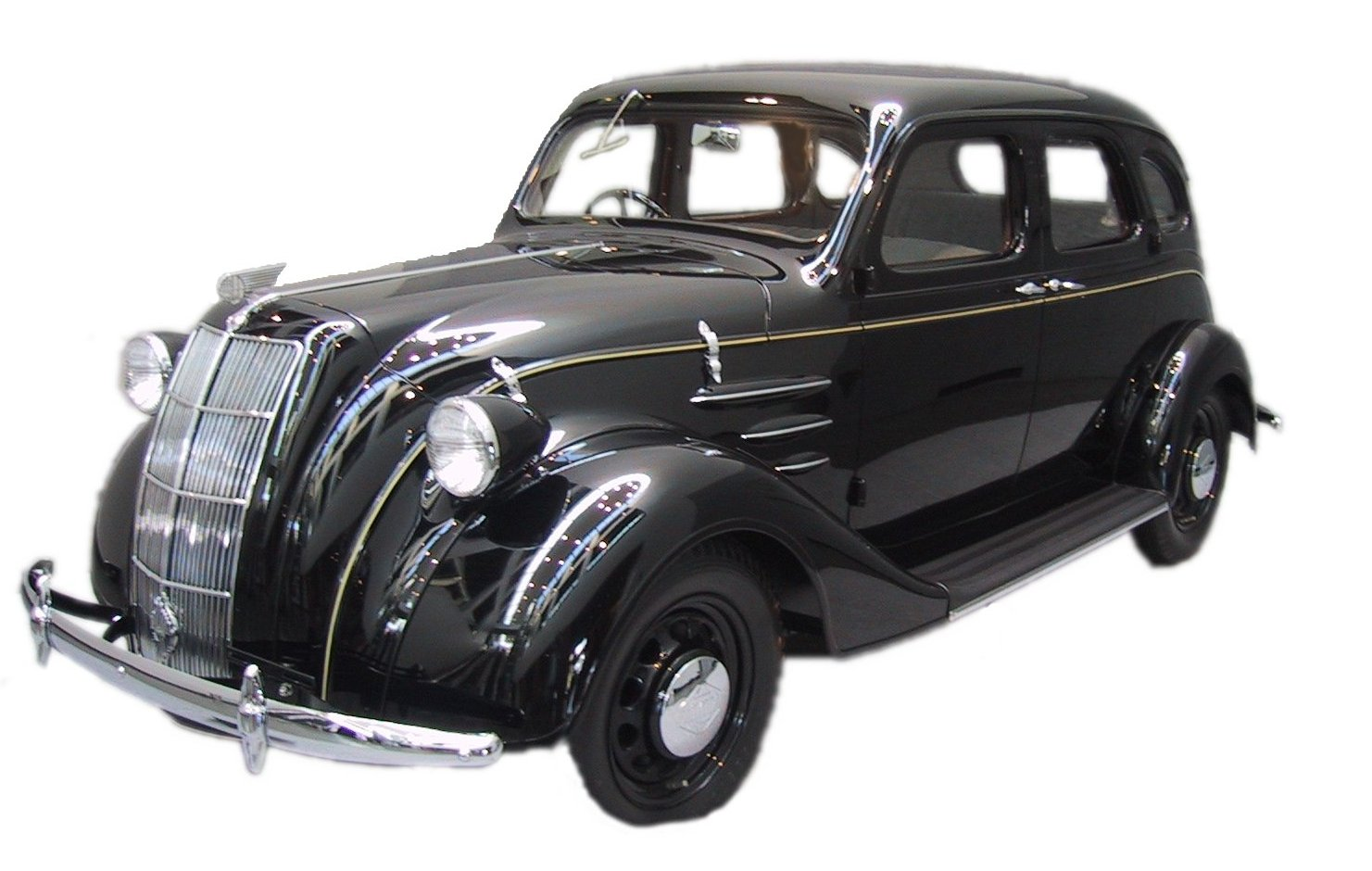
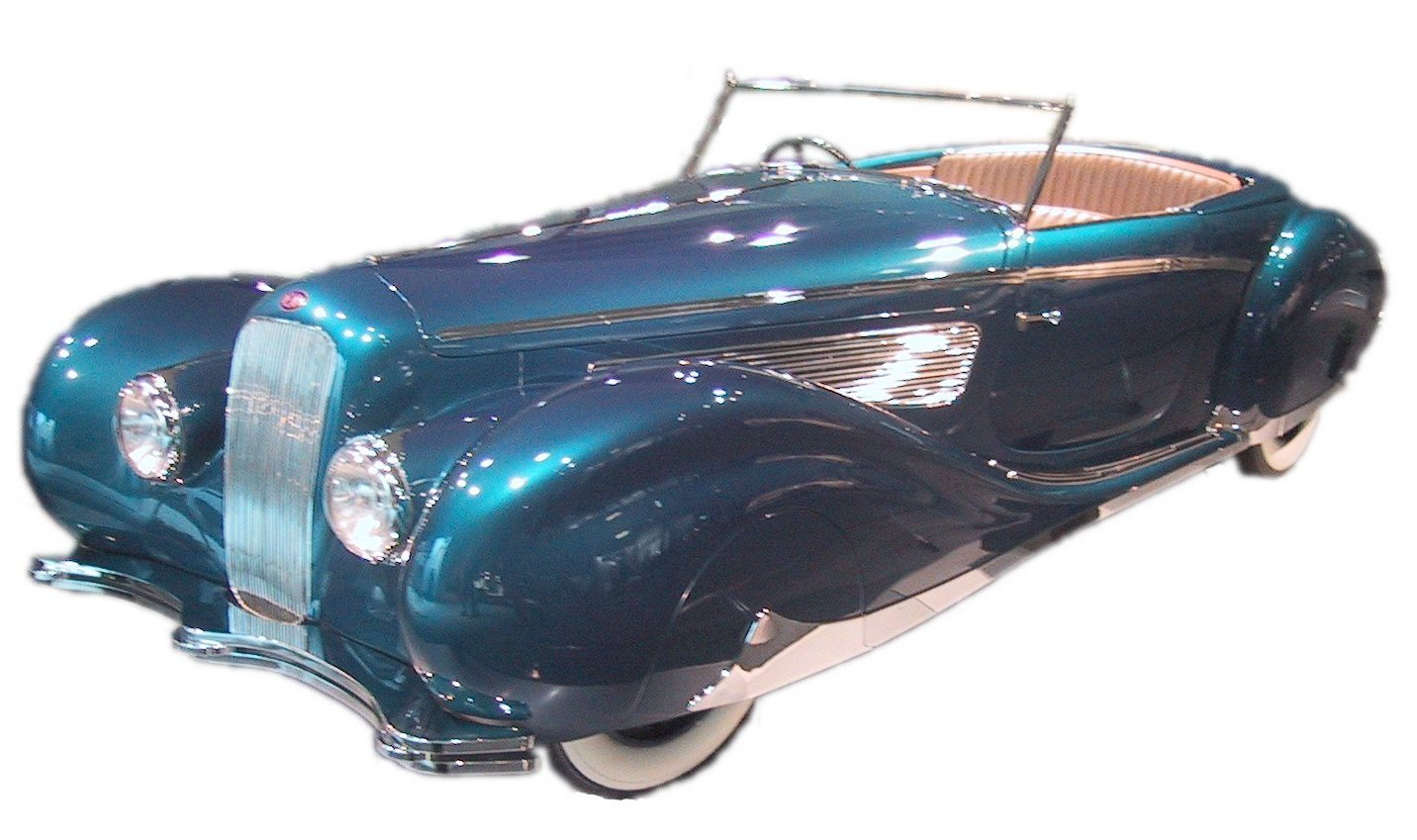
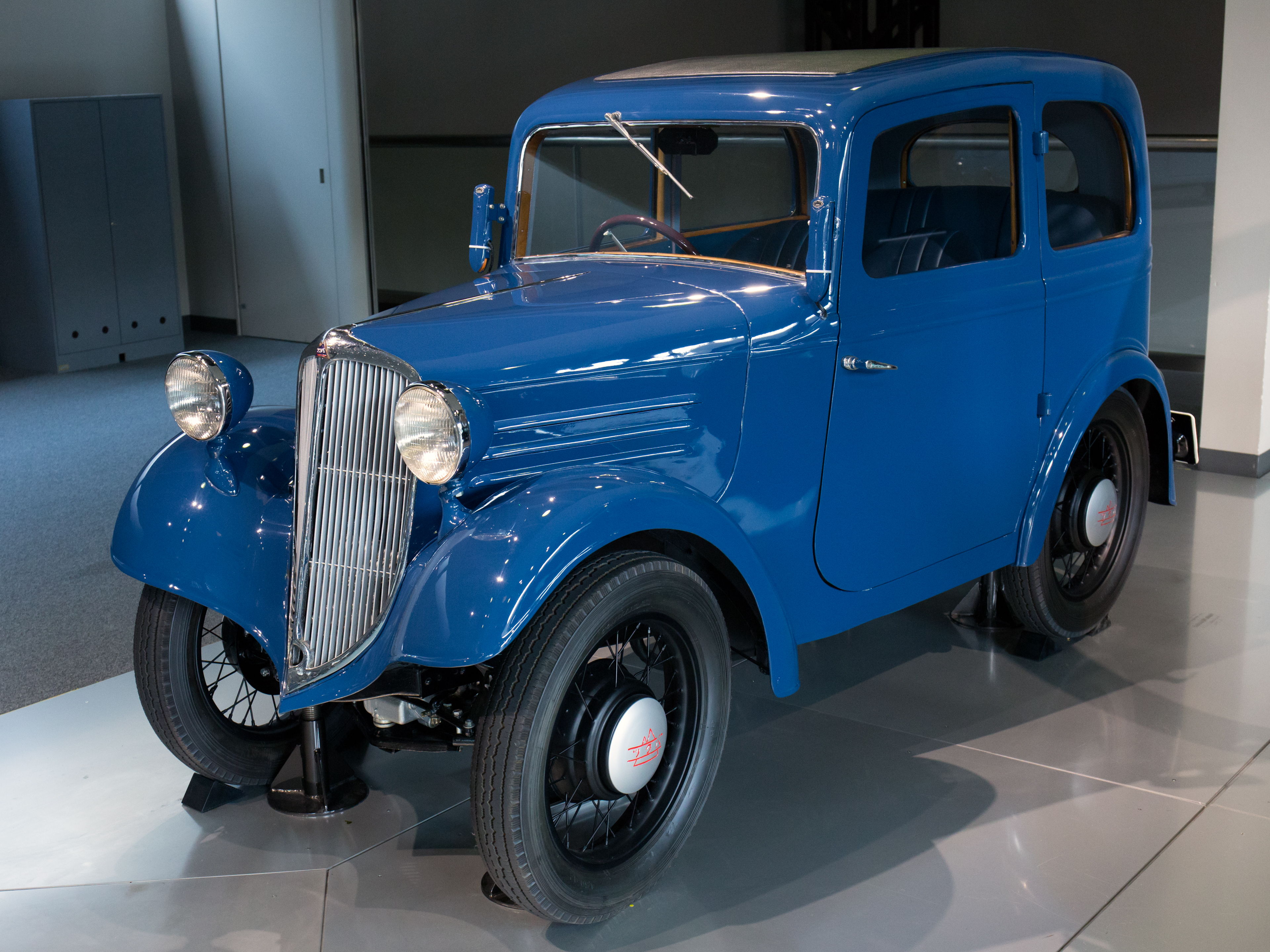
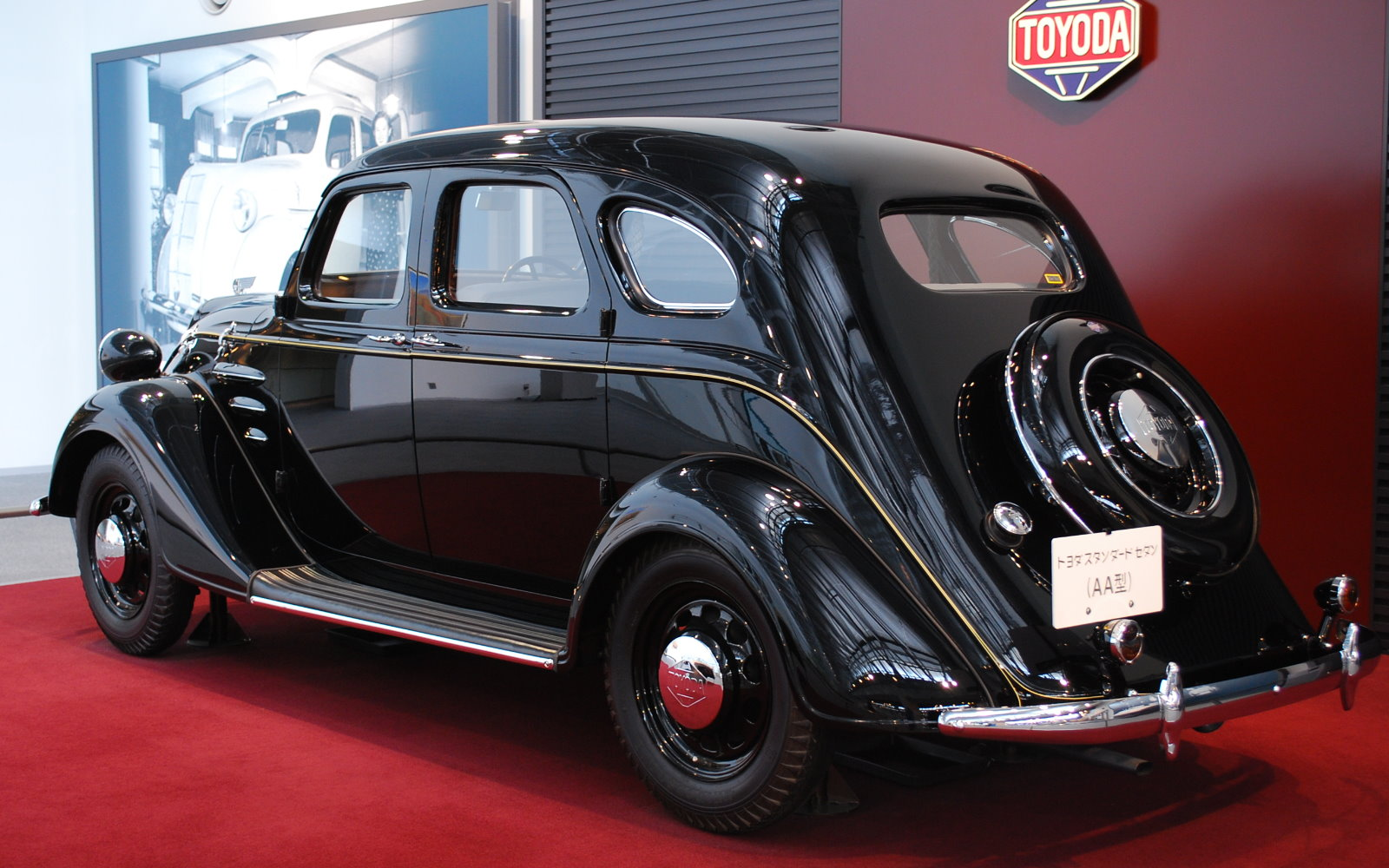
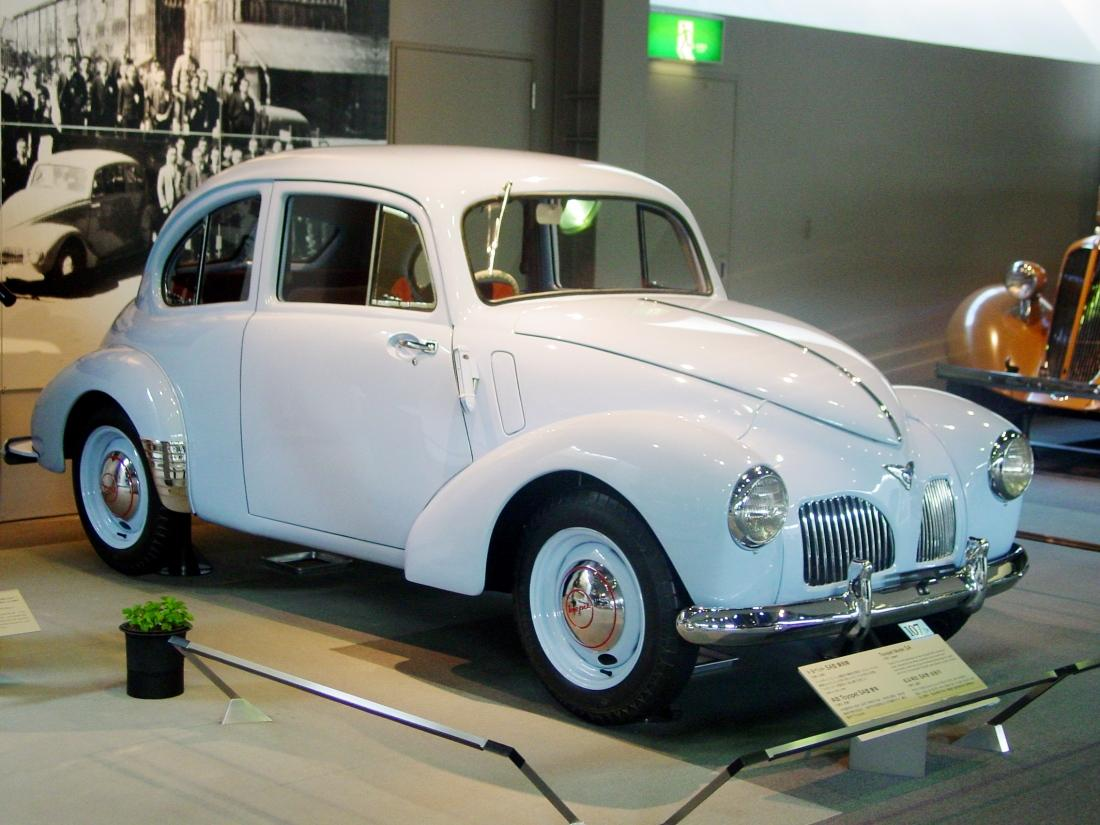
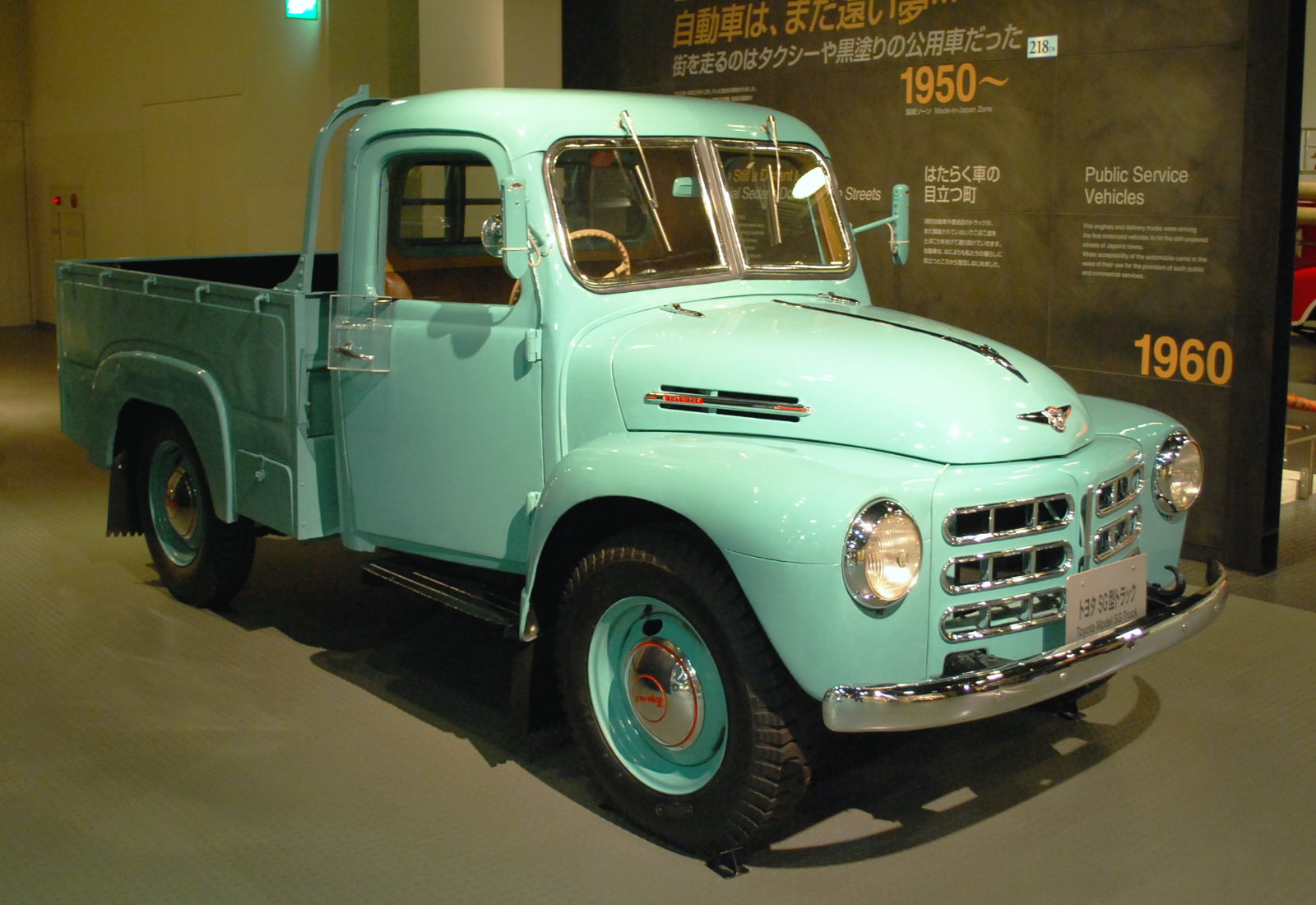
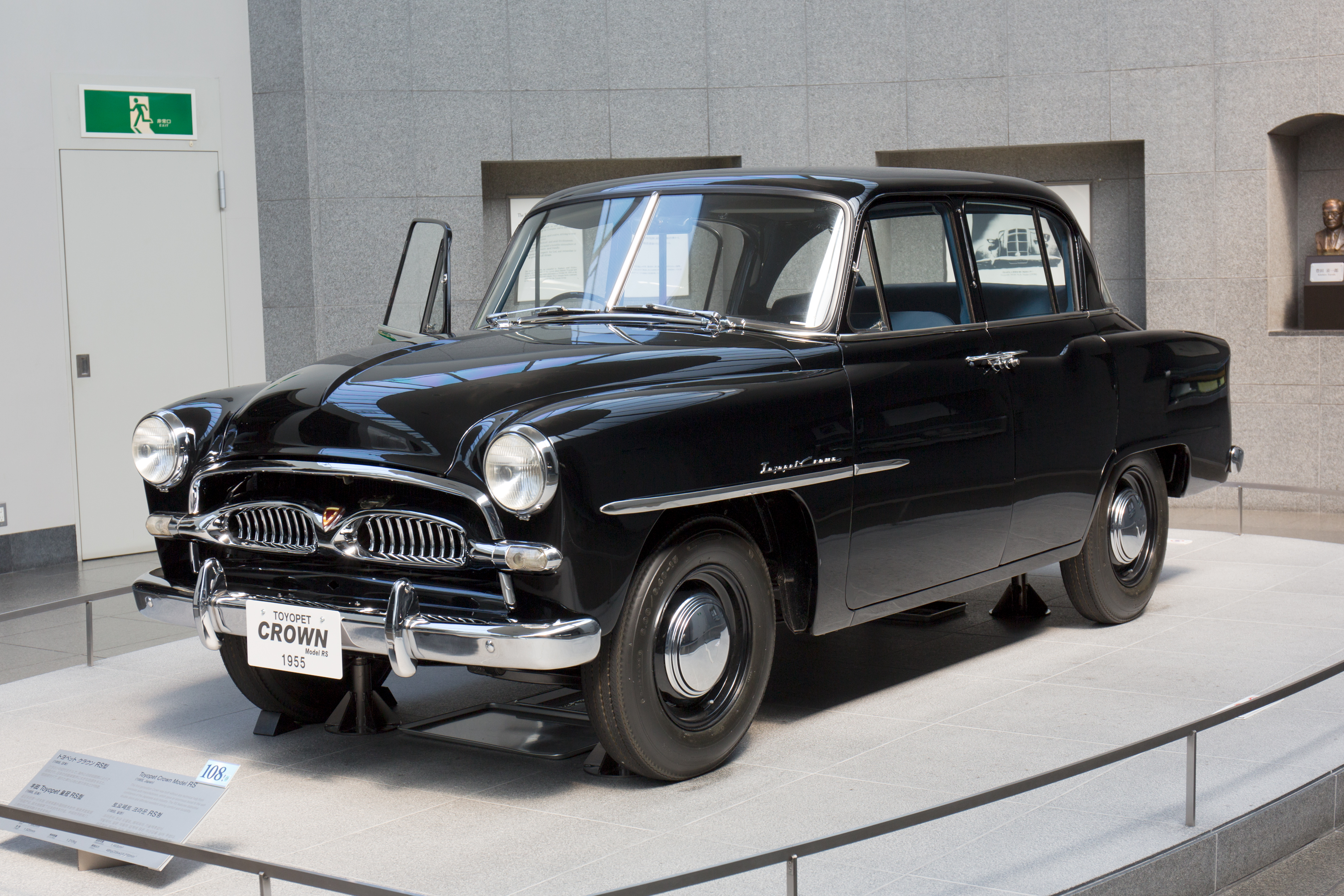
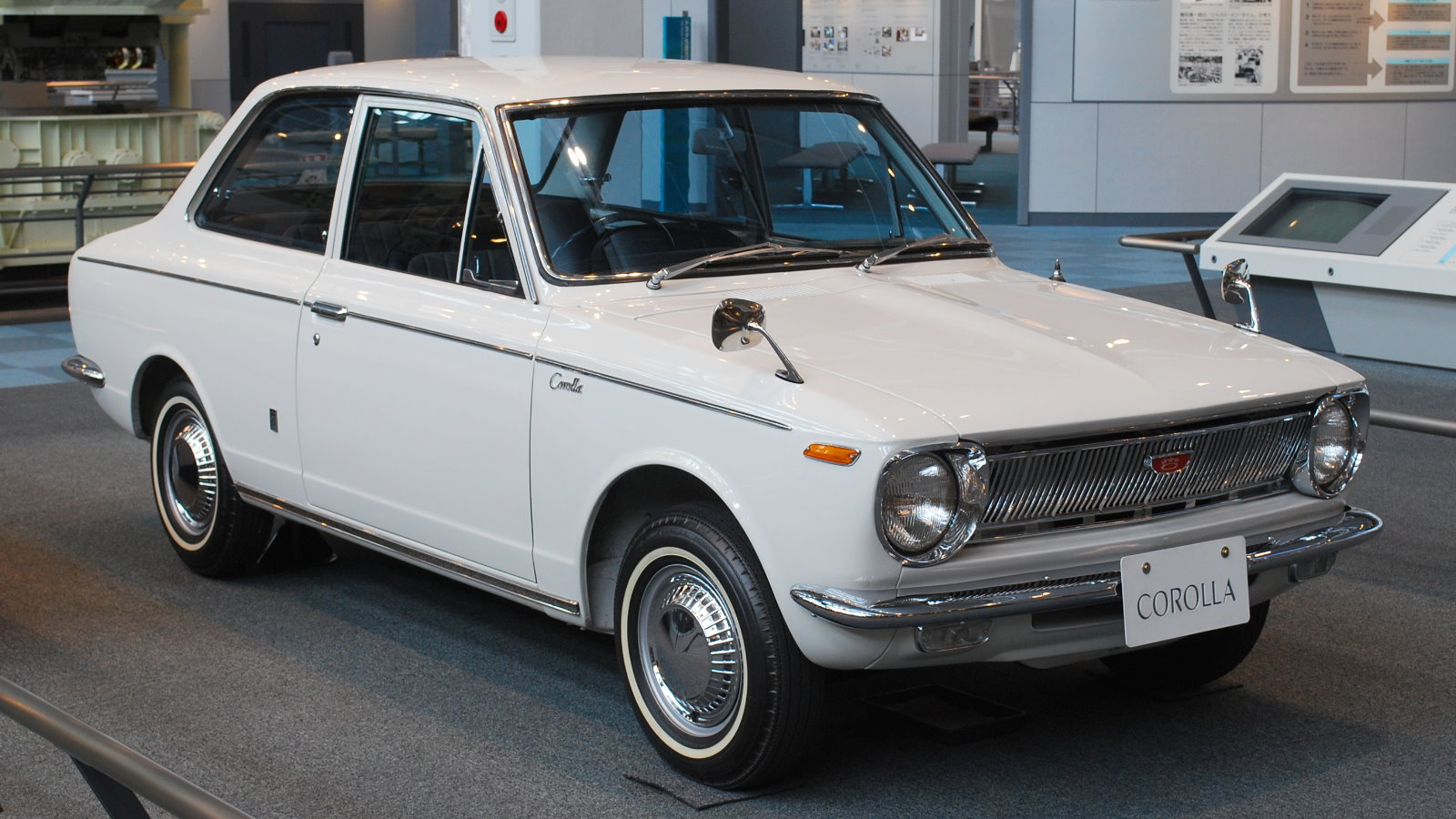
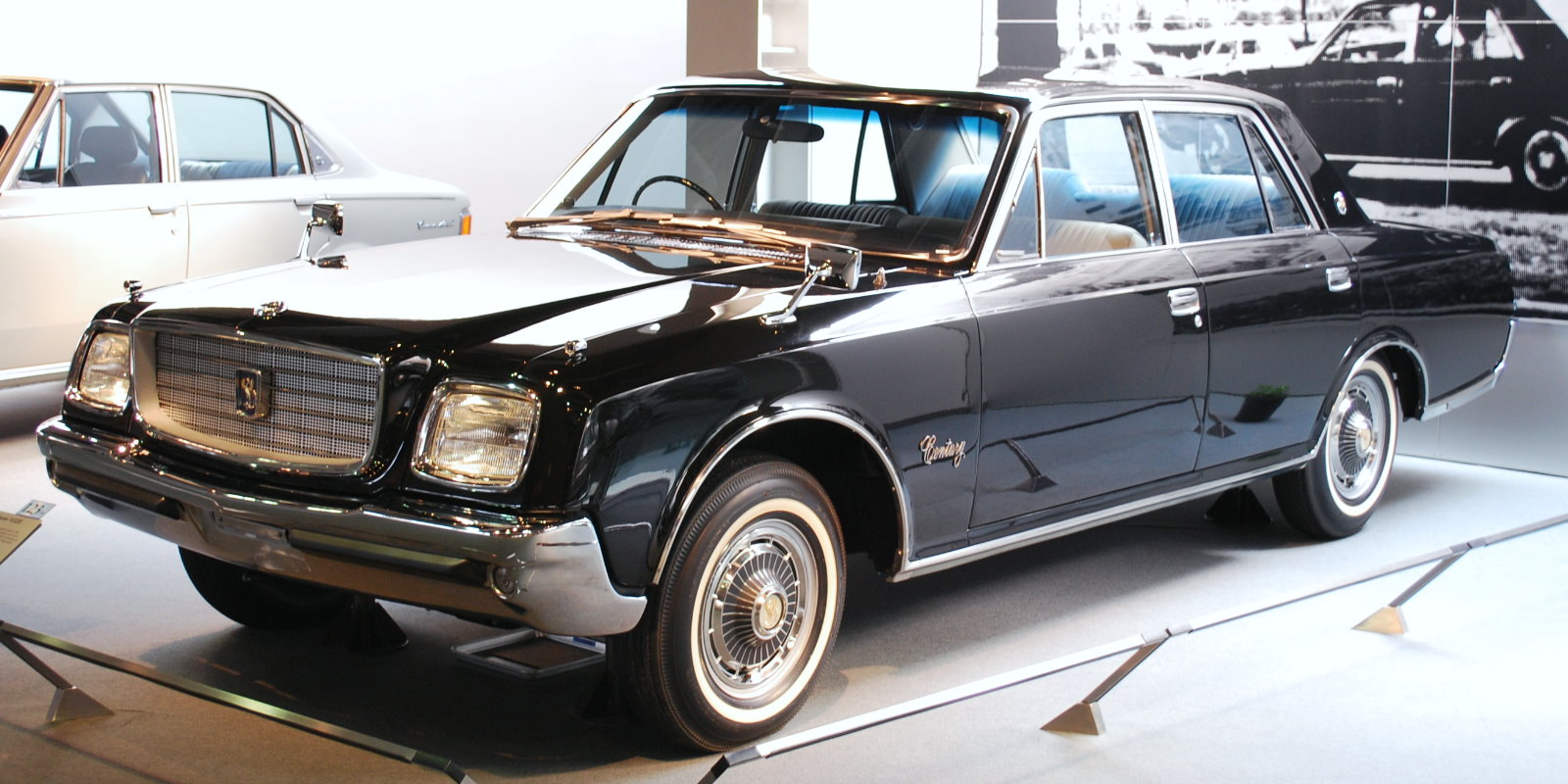
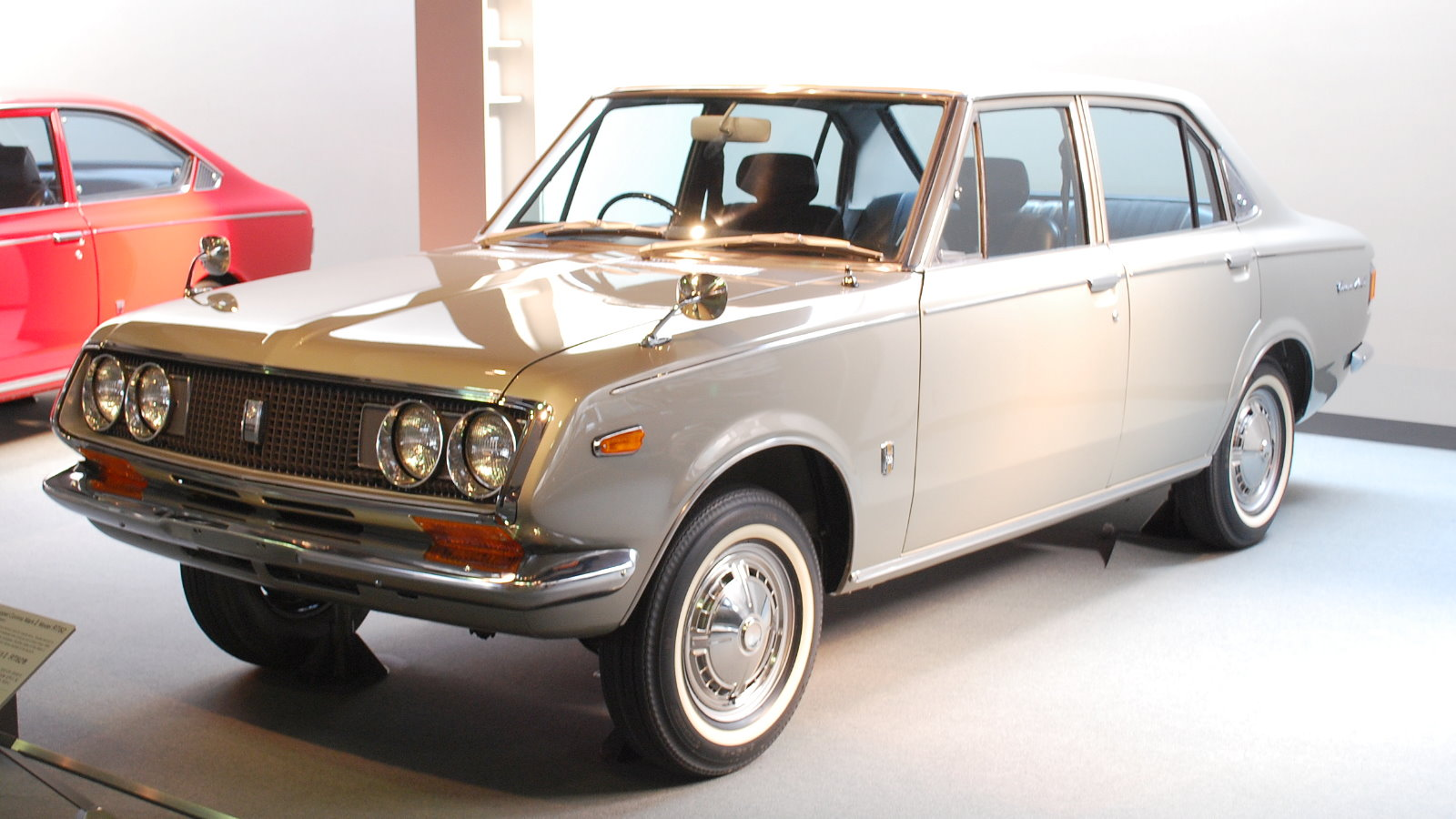
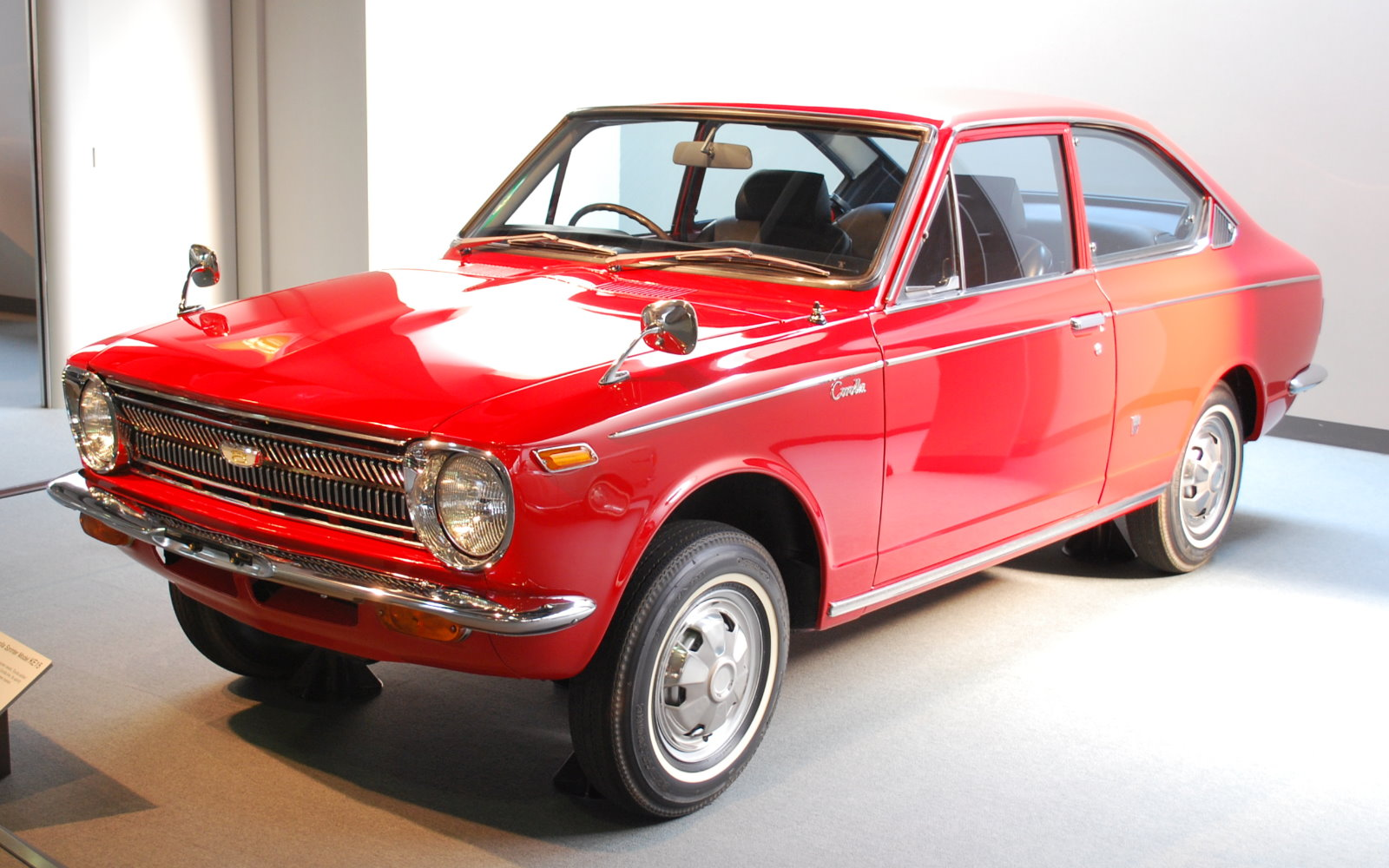
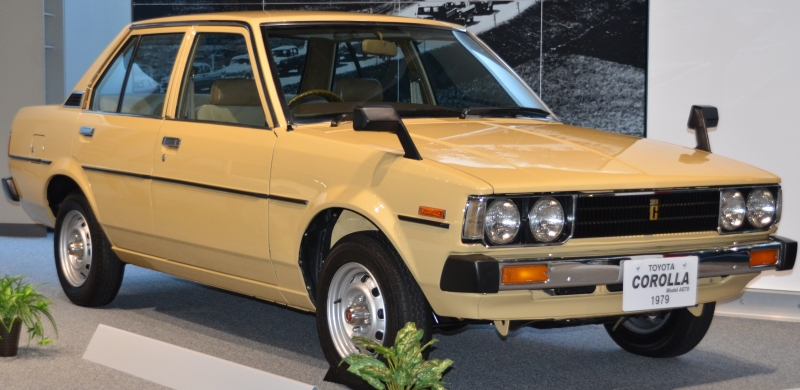
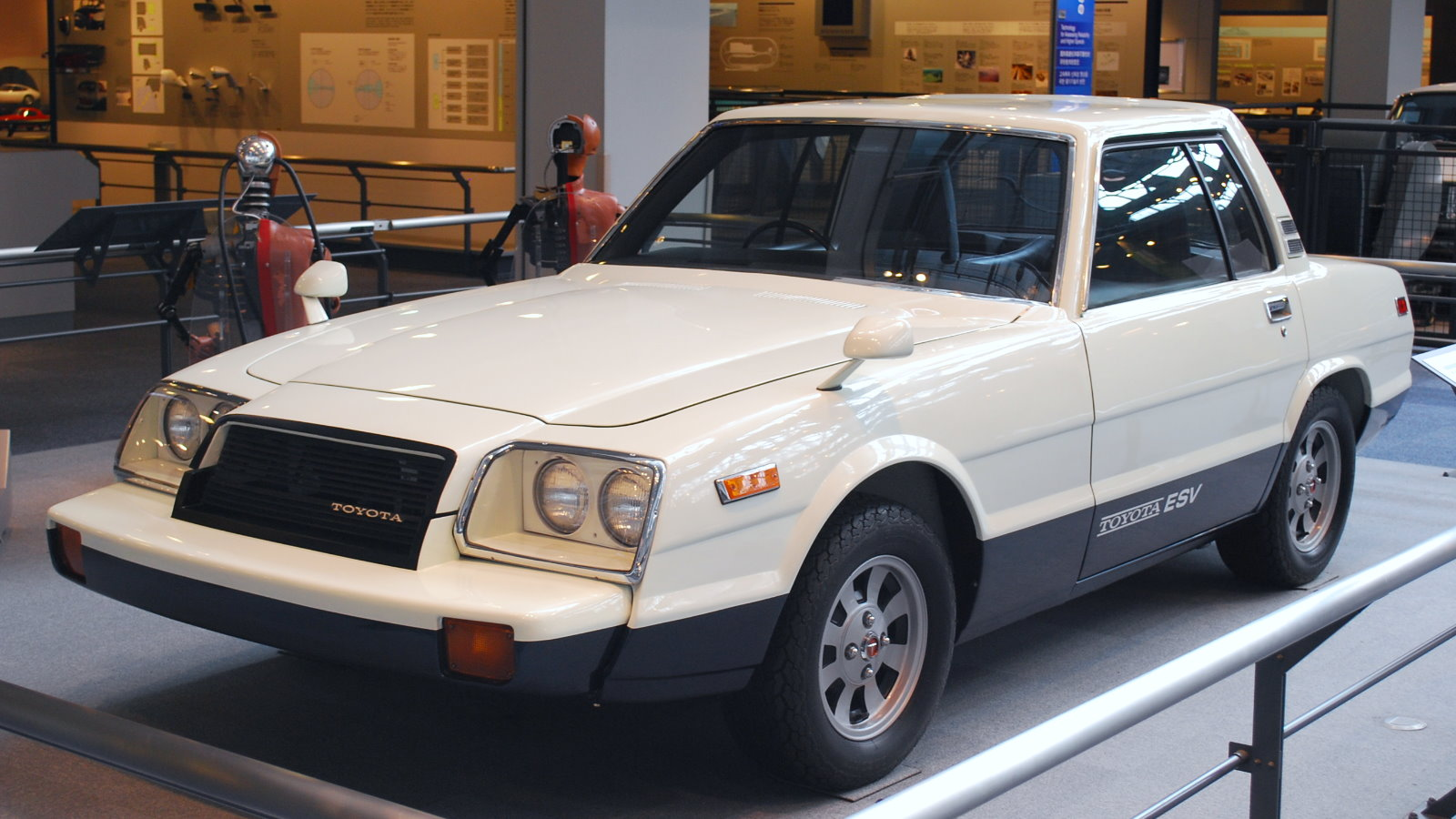
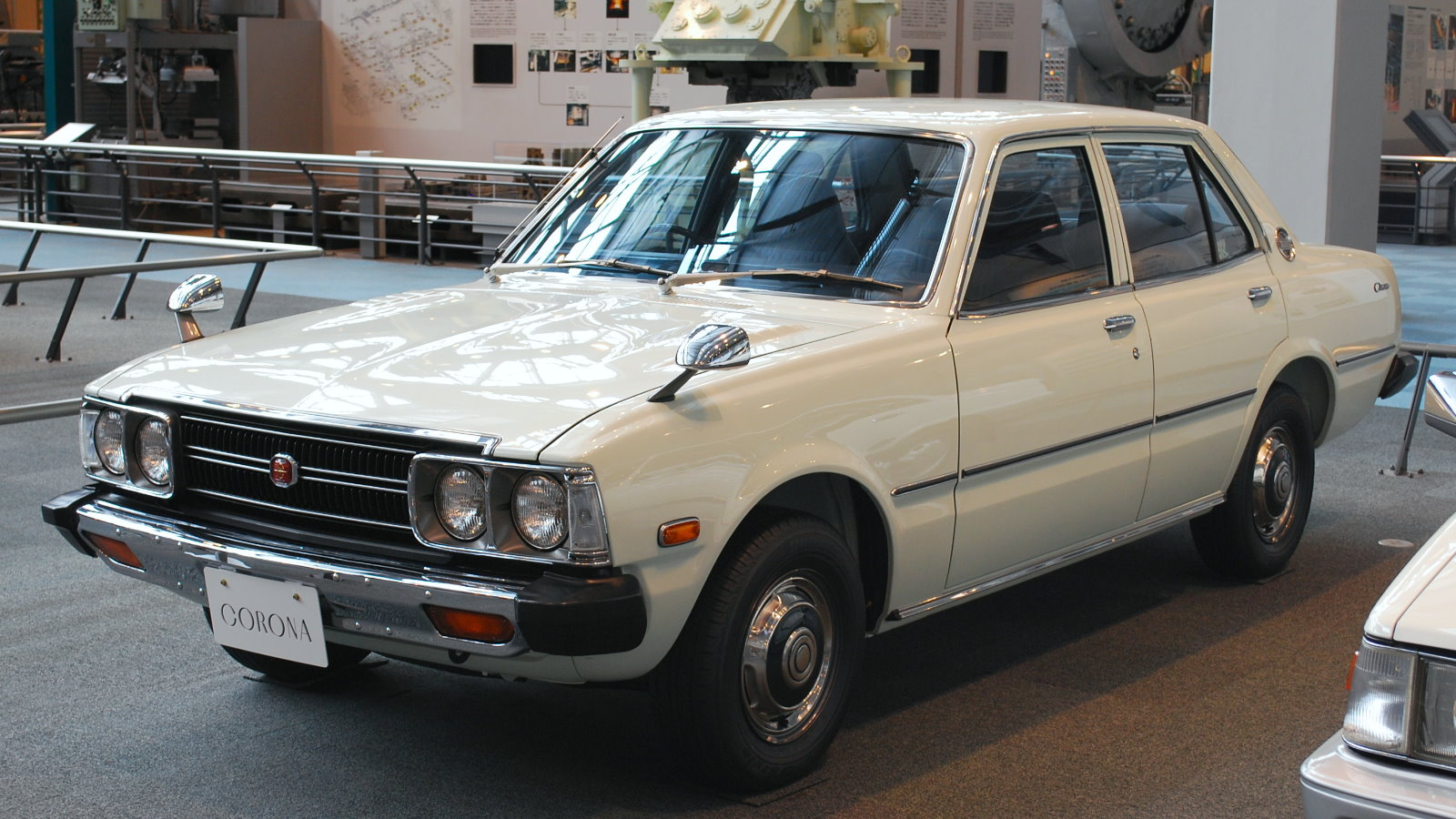
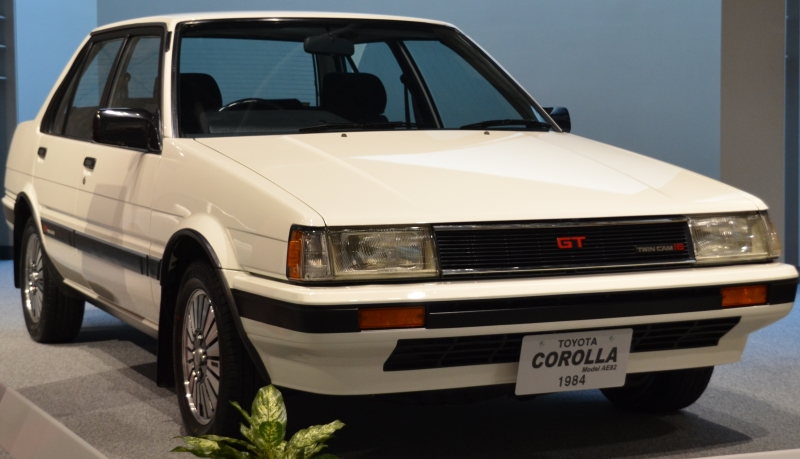
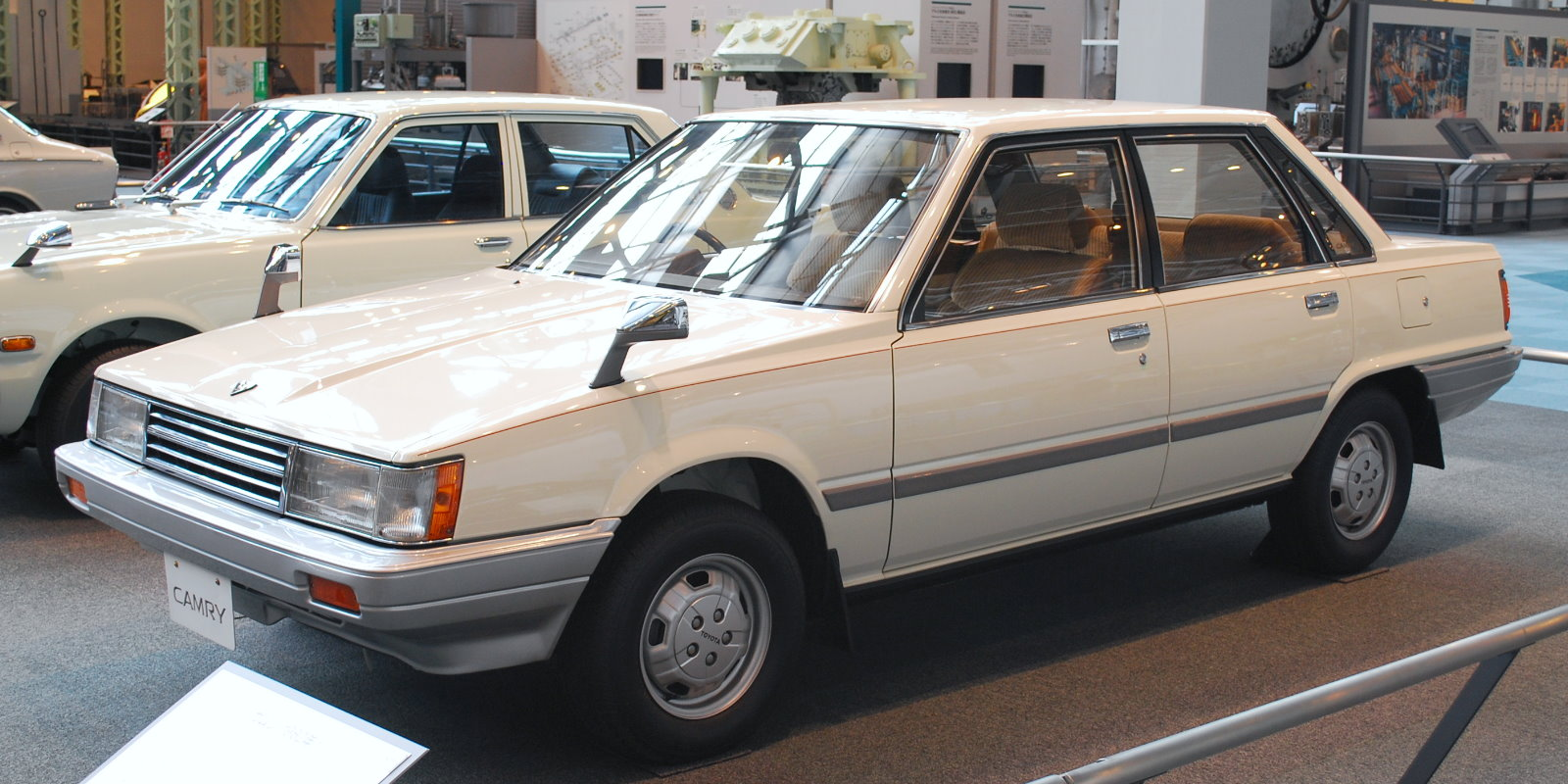
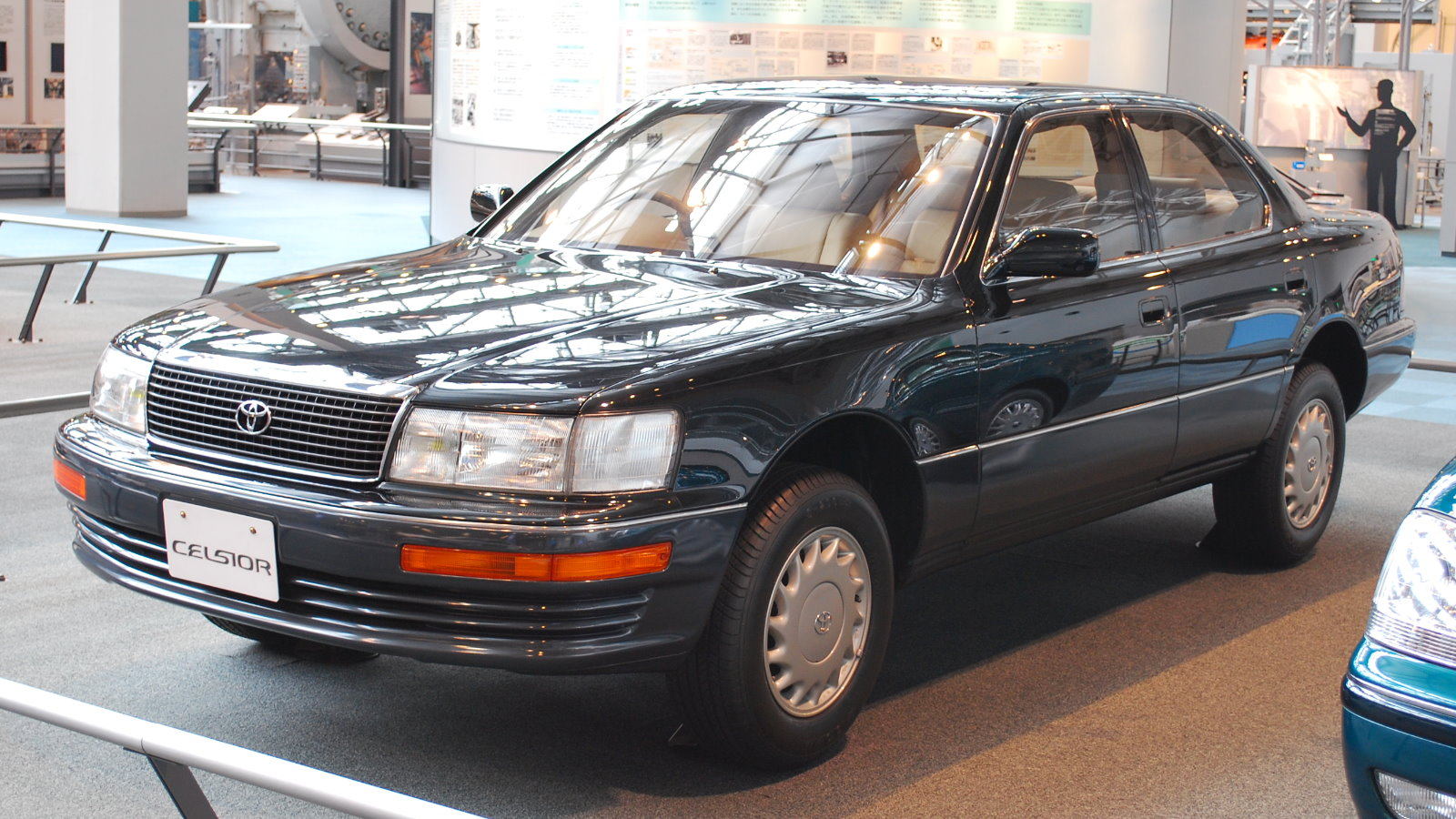
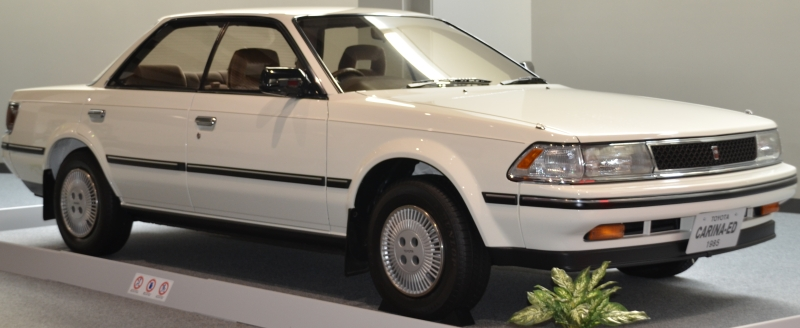
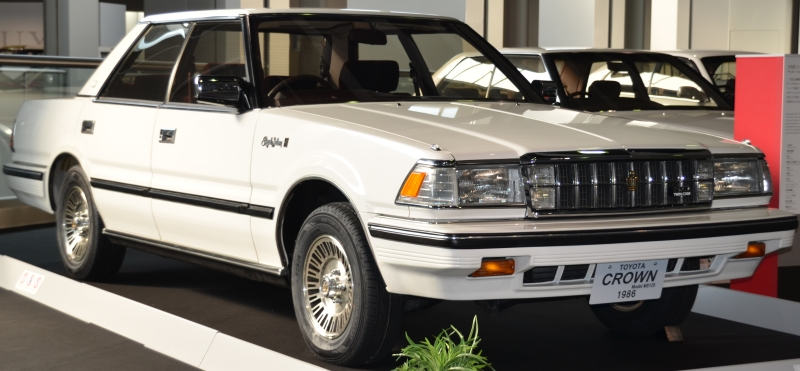
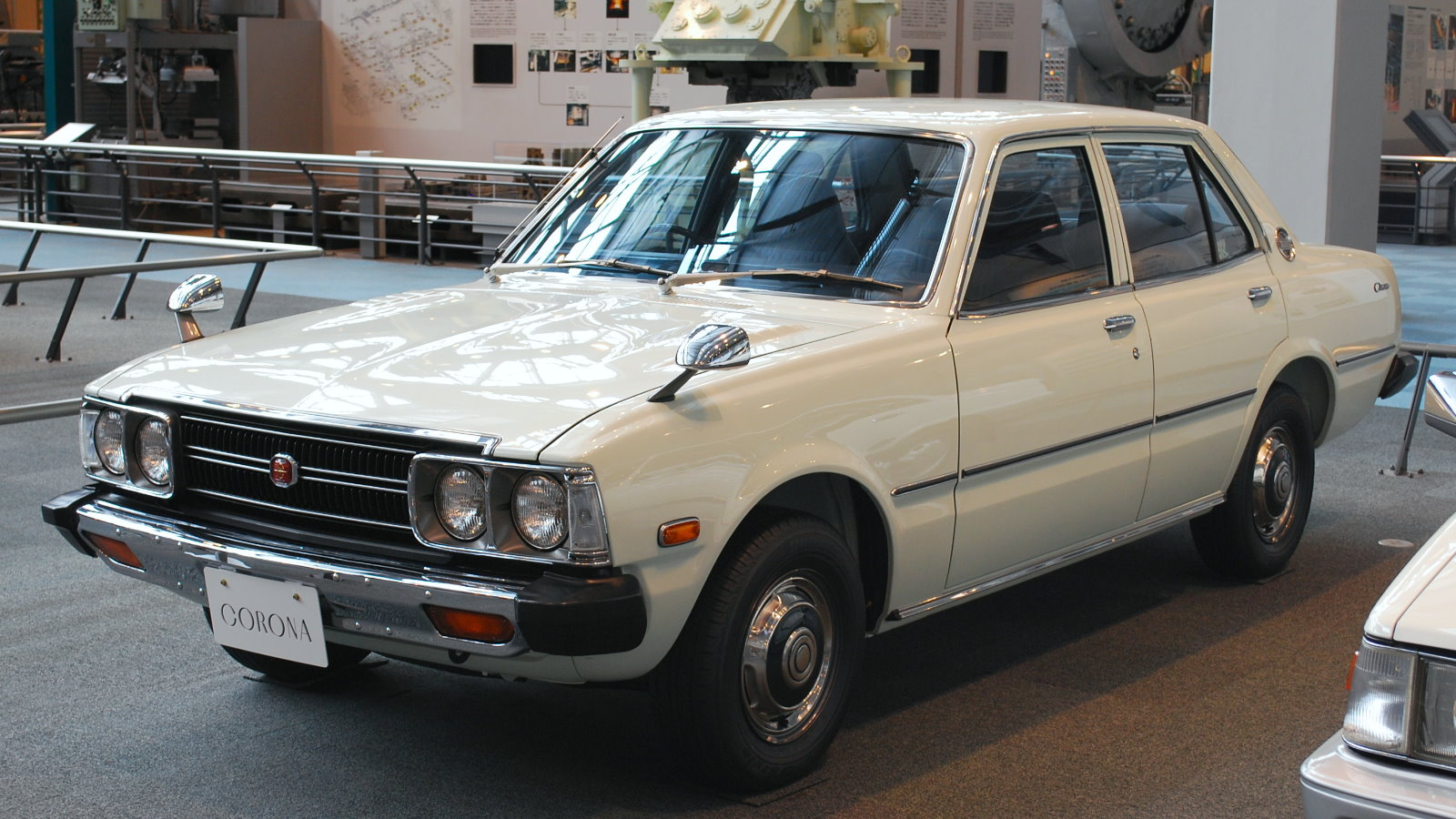
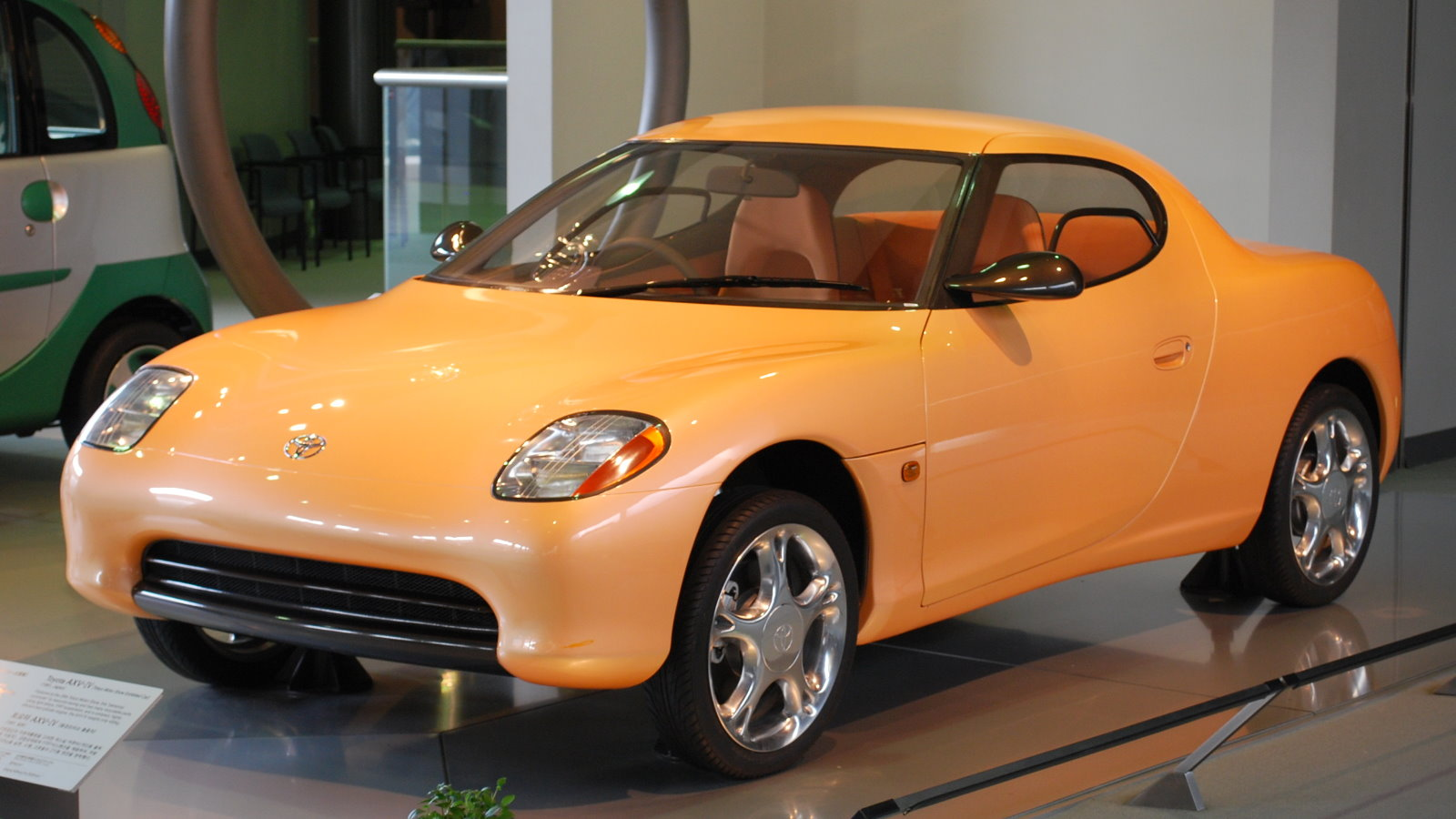
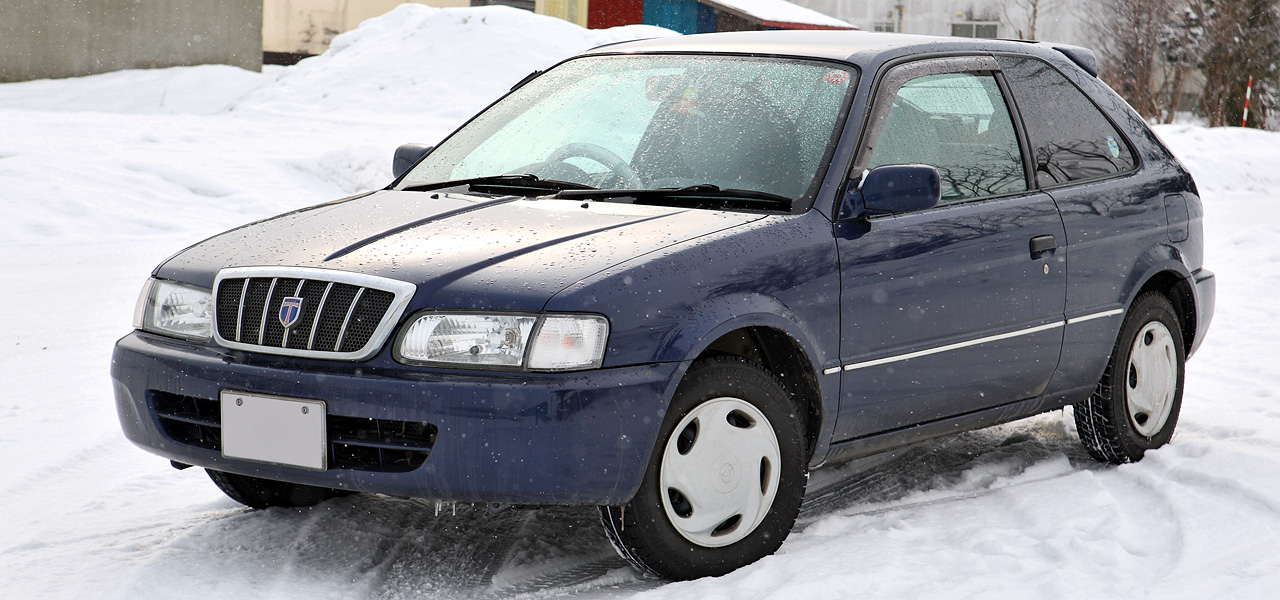
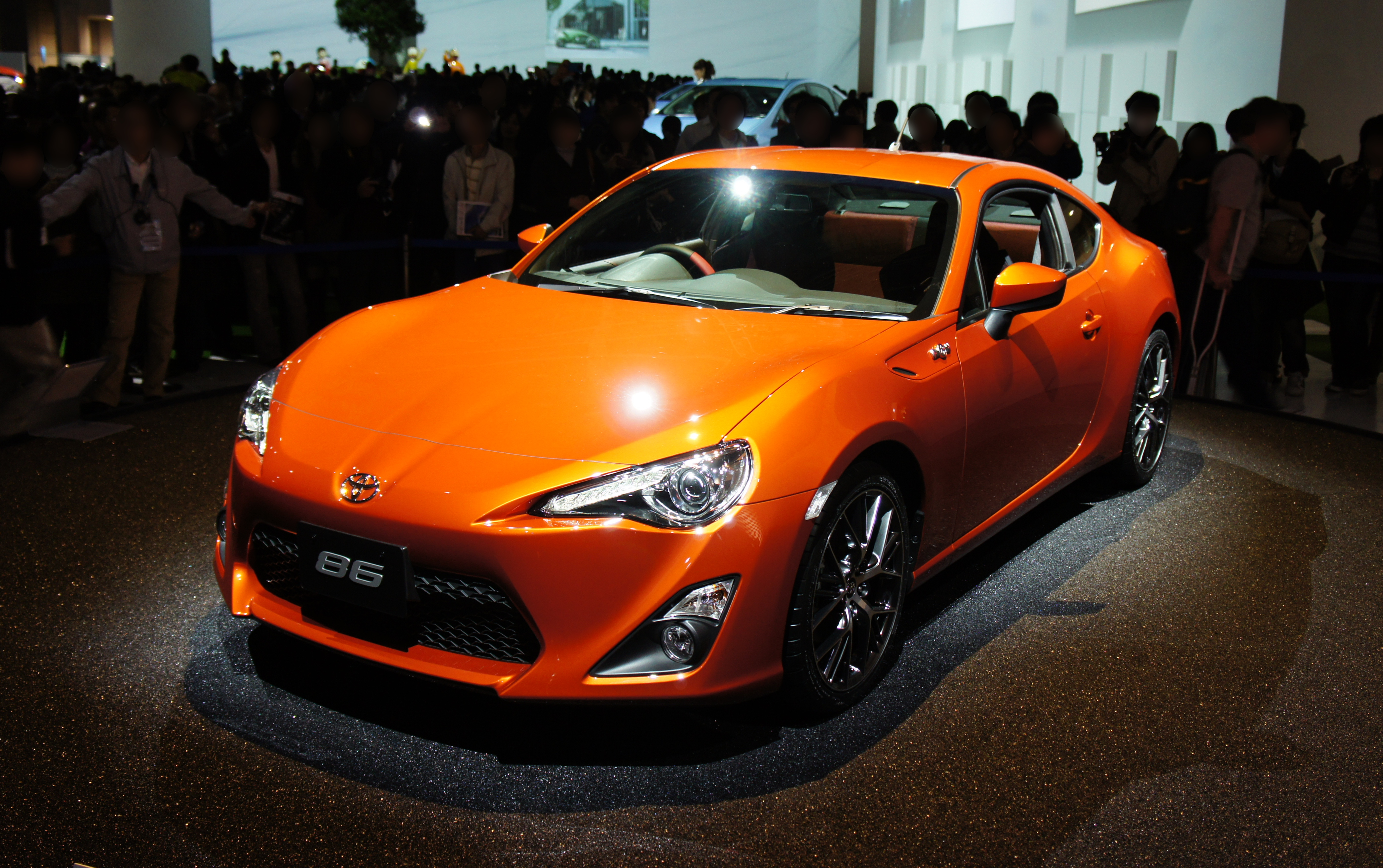
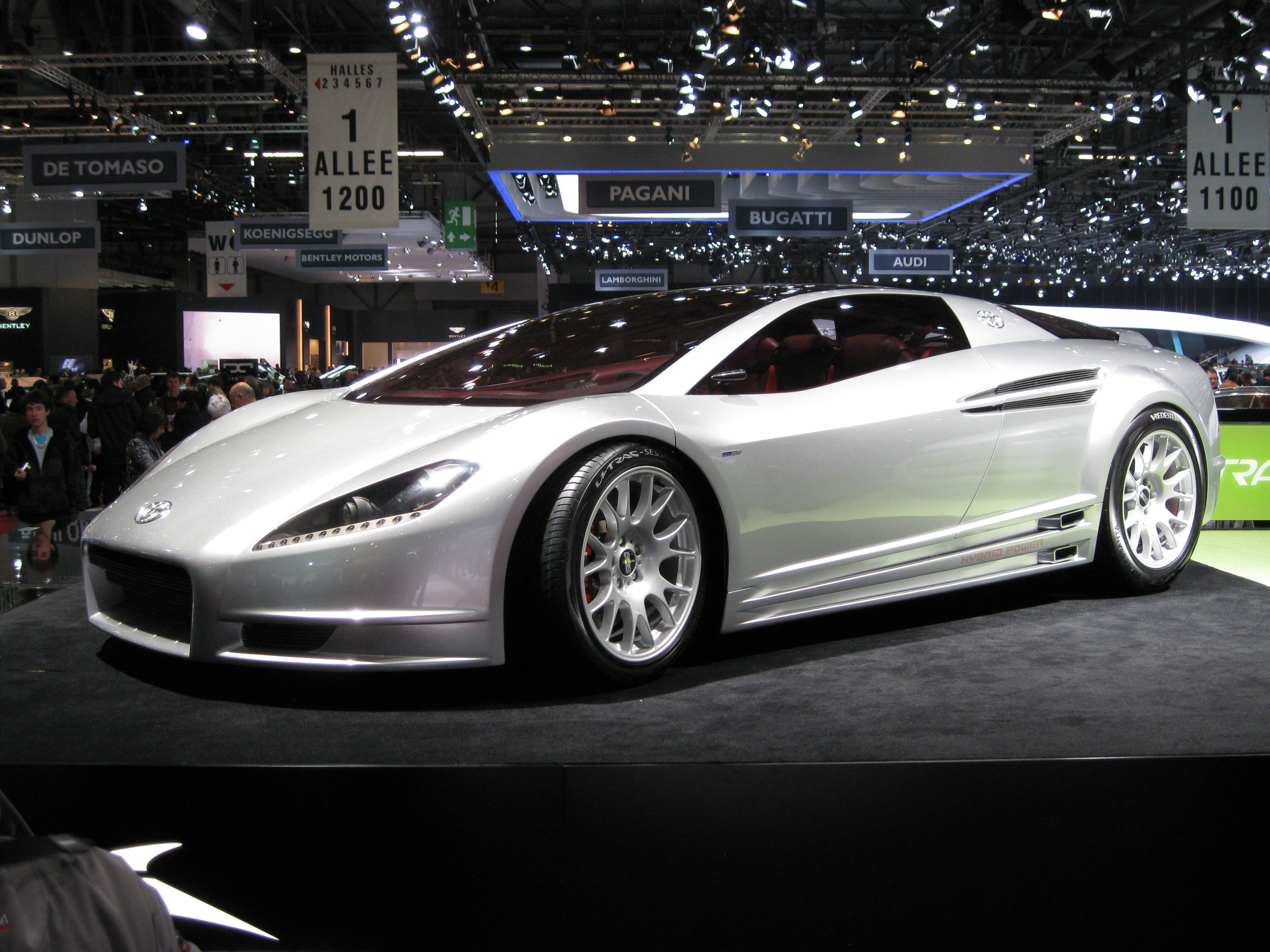
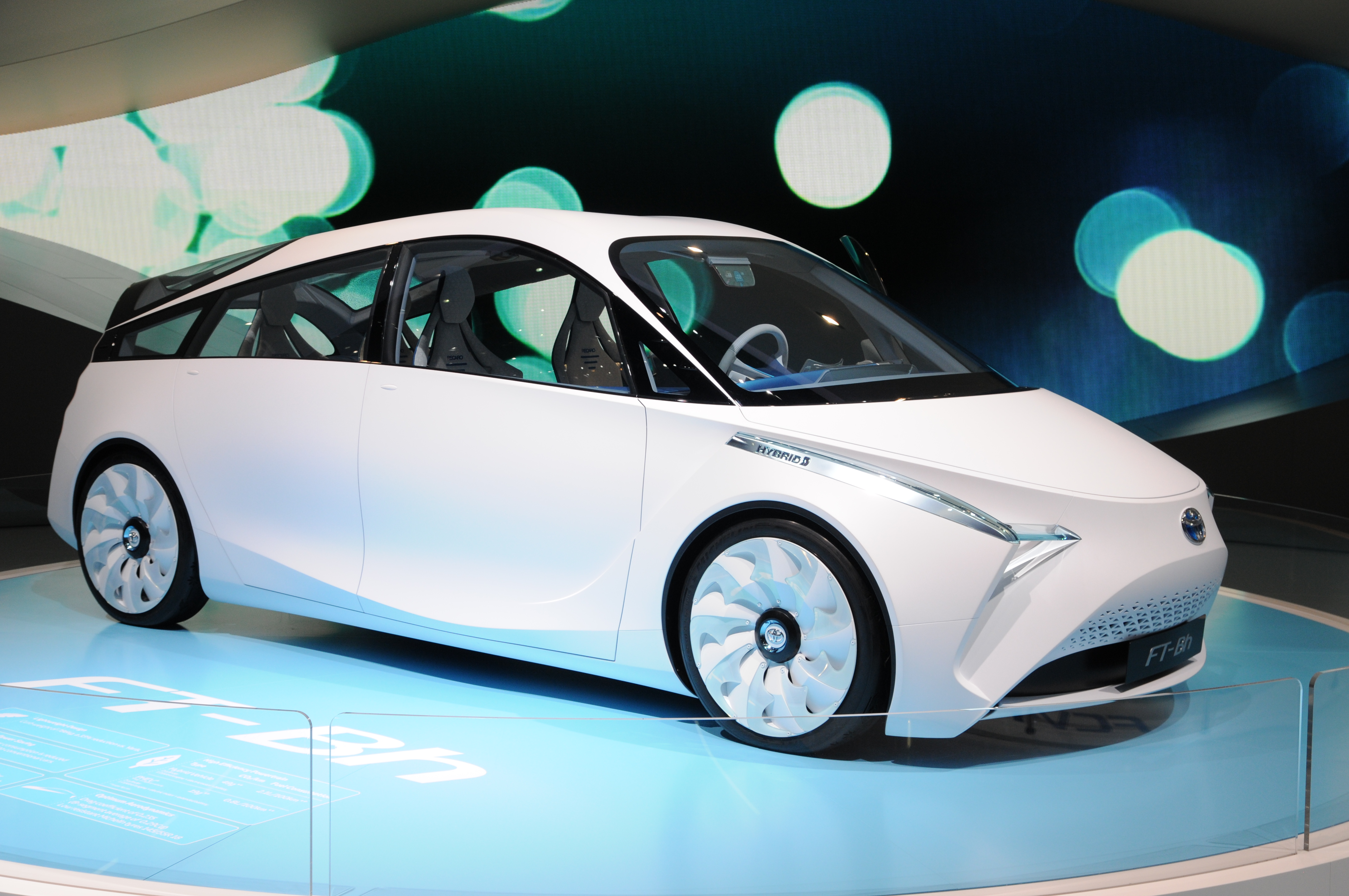

## میزان فروش

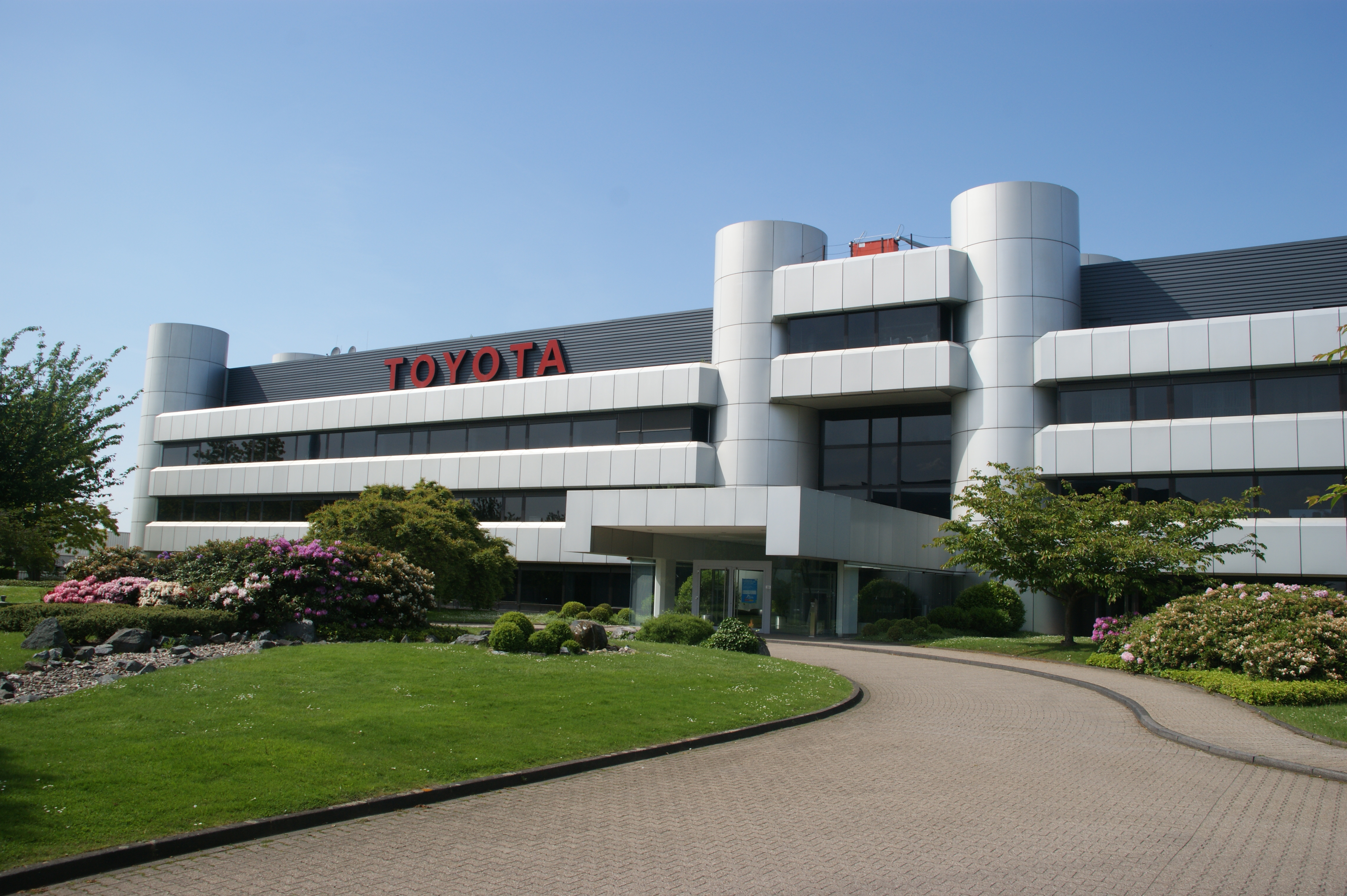
ساختمان تویوتا داچلند، در شهر کلن

| سال  | مجموع       | مجموع     | ژاپن      | ژاپن      | ایالات متحده آمریکا |
| سال  | تولید       | فروش      | تولید     | فروش      | فروش                |
| ---- | ----------- | --------- | --------- | --------- | ------------------- |
| ۱۹۳۵ | ۱۱۱۱۱۱۵۳۴۵۶ |           | ۲۰        |           |                     |
| ۱۹۳۶ |             |           | ۱٬۱۴۲     |           |                     |
| ۱۹۳۷ |             |           | ۴٬۰۱۳     |           |                     |
| ۱۹۳۸ |             |           | ۴٬۶۱۵     |           |                     |
| ۱۹۳۹ |             |           | ۱۱٬۹۸۱    |           |                     |
| ۱۹۴۰ |             |           | ۱۴٬۷۸۷    |           |                     |
| ۱۹۴۱ |             |           | ۱۴٬۶۱۱    |           |                     |
| ۱۹۴۲ | ۳۴۴۵`55tg   |           | ۱۶٬۳۰۲    |           |                     |
| ۱۹۴۳ |             |           | ۹٬۸۲۷     |           |                     |
| ۱۹۴۴ |             |           | ۱۲٬۷۲۰    |           |                     |
| ۱۹۴۵ |             |           | ۳٬۲۷۵     |           |                     |
| ۱۹۴۶ |             |           | ۵٬۸۲۱     |           |                     |
| ۱۹۴۷ |             |           | ۳٬۹۲۲     |           |                     |
| ۱۹۴۸ |             |           | ۶٬۷۰۳     |           |                     |
| ۱۹۴۹ |             |           | ۱۰٬۸۲۴    |           |                     |
| ۱۹۵۰ |             |           | ۱۱٬۷۰۶    |           |                     |
| ۱۹۵۱ |             |           | ۱۴٬۲۲۸    |           |                     |
| ۱۹۵۲ |             |           | ۴۲٬۱۰۶    |           |                     |
| ۱۹۵۳ |             |           | ۱۶٬۴۹۶    |           |                     |
| ۱۹۵۴ |             |           | ۲۲٬۷۱۳    |           |                     |
| ۱۹۵۵ |             |           | ۲۲٬۷۸۶    |           |                     |
| ۱۹۵۶ |             |           | ۴۶٬۷۱۶    |           |                     |
| ۱۹۵۷ |             |           | ۷۹٬۵۲۷    |           |                     |
| ۱۹۵۸ |             |           | ۷۸٬۸۵۶    |           |                     |
| ۱۹۵۹ |             |           | ۱۰۱٬۱۹۴   |           |                     |
| ۱۹۶۰ |             |           | ۱۵۴٬۷۷۰   |           |                     |
| ۱۹۶۱ |             |           | ۲۱۰٬۹۳۷   |           |                     |
| ۱۹۶۲ |             |           | ۲۳۰٬۳۵۰   |           |                     |
| ۱۹۶۳ |             |           | ۳۱۸٬۴۹۵   |           |                     |
| ۱۹۶۴ |             |           | ۴۲۵٬۷۶۴   |           |                     |
| ۱۹۶۵ |             |           | ۴۷۷٬۶۴۳   |           |                     |
| ۱۹۶۶ |             |           | ۵۸۷٬۵۳۹   |           |                     |
| ۱۹۶۷ |             |           | ۸۳۲٬۱۳۰   |           |                     |
| ۱۹۶۸ |             |           | ۱٬۰۹۷٬۴۰۵ |           |                     |
| ۱۹۶۹ |             |           | ۱٬۴۷۱٬۲۱۱ |           |                     |
| ۱۹۷۰ |             |           | ۱٬۶۰۹٬۱۹۰ |           |                     |
| ۱۹۷۱ |             |           | ۱٬۹۵۵٬۰۳۳ |           |                     |
| ۱۹۷۲ |             |           | ۲٬۰۸۷٬۱۳۳ |           |                     |
| ۱۹۷۳ |             |           | ۲٬۳۰۸٬۰۹۸ |           |                     |
| ۱۹۷۴ |             |           | ۲٬۱۱۴٬۹۸۰ |           |                     |
| ۱۹۷۵ |             |           | ۲٬۳۳۶٬۰۵۳ |           |                     |
| ۱۹۷۶ |             |           | ۲٬۴۸۷٬۸۵۱ |           |                     |
| ۱۹۷۷ |             |           | ۲٬۷۲۰٬۷۵۸ |           |                     |
| ۱۹۷۸ |             |           | ۲٬۹۲۹٬۱۵۷ |           |                     |
| ۱۹۷۹ |             |           | ۲٬۹۹۶٬۲۲۵ |           |                     |
| ۱۹۸۰ |             |           | ۳٬۲۹۳٬۳۴۴ |           |                     |
| ۱۹۸۱ |             |           | ۳٬۲۲۰٬۴۱۸ |           |                     |
| ۱۹۸۲ |             |           | ۳٬۱۴۴٬۵۵۷ |           |                     |
| ۱۹۸۳ |             |           | ۳٬۲۷۲٬۳۳۵ |           |                     |
| ۱۹۸۴ |             |           | ۳٬۴۲۹٬۲۴۹ |           |                     |
| ۱۹۸۵ |             |           | ۳٬۶۶۵٬۶۲۲ |           |                     |
| ۱۹۸۶ |             |           | ۳٬۶۶۰٬۱۶۷ |           |                     |
| ۱۹۸۷ |             |           | ۳٬۶۳۸٬۲۷۹ |           |                     |
| ۱۹۸۸ |             |           | ۳٬۹۵۶٬۶۹۷ | ۲٬۱۲۰٬۲۷۳ |                     |
| ۱۹۸۹ |             |           | ۳٬۹۷۵٬۹۰۲ | ۲٬۳۰۸٬۸۶۳ |                     |
| ۱۹۹۰ |             |           | ۴٬۲۱۲٬۳۷۳ | ۲٬۵۰۴٬۲۹۱ |                     |
| ۱۹۹۱ |             |           | ۴٬۰۸۵٬۰۷۱ | ۲٬۳۵۵٬۳۵۶ |                     |
| ۱۹۹۲ |             |           | ۳٬۹۳۱٬۳۴۱ | ۲٬۲۲۸٬۹۴۱ |                     |
| ۱۹۹۳ |             |           | ۳٬۵۶۱٬۷۵۰ | ۲٬۰۵۷٬۸۴۸ |                     |
| ۱۹۹۴ |             |           | ۳٬۵۰۸٬۴۵۶ | ۲٬۰۳۱٬۰۶۴ |                     |
| ۱۹۹۵ |             |           | ۳٬۱۷۱٬۲۷۷ | ۲٬۰۶۰٬۱۲۵ |                     |
| ۱۹۹۶ |             |           | ۳٬۴۱۰٬۰۶۰ | ۲٬۱۳۵٬۲۷۶ |                     |
| ۱۹۹۷ |             |           | ۳٬۵۰۲٬۰۴۶ | ۲٬۰۰۵٬۹۴۹ |                     |
| ۱۹۹۸ | ۵٬۲۱۰٬۰۰۰   |           |           |           |                     |
| ۱۹۹۹ | ۵٬۴۶۲٬۰۰۰   |           |           |           |                     |
| ۲۰۰۰ | ۵٬۹۵۴٬۷۲۳   |           |           |           | ۱٬۶۱۹٬۲۰۶           |
| ۲۰۰۱ | ۵٬۸۴۷٬۷۴۳   |           | ۴٬۰۴۶٬۶۳۷ | ۲٬۲۹۱٬۵۰۳ | ۱٬۷۴۱٬۲۵۴           |
| ۲۰۰۲ | ۶٬۳۰۹٬۳۰۷   |           | ۴٬۱۳۸٬۸۷۳ | ۲٬۲۱۸٬۳۲۴ | ۱٬۷۵۶٬۱۲۷           |
| ۲۰۰۳ | ۶٬۸۲۶٬۱۶۶   |           | ۴٬۲۴۴٬۶۶۷ | ۲٬۳۰۵٬۶۳۵ | ۱٬۸۶۶٬۳۱۴           |
| ۲۰۰۴ | ۷٬۵۴۷٬۱۷۷   |           | ۴٬۴۵۴٬۲۱۲ | ۲٬۳۸۷٬۵۵۶ | ۲٬۰۶۰٬۰۴۹           |
| ۲۰۰۵ | ۸٬۲۳۲٬۱۴۳   |           | ۴٬۶۱۱٬۰۷۶ | ۲٬۳۶۸٬۸۱۷ | ۲٬۲۶۰٬۲۹۶           |
| ۲۰۰۶ | ۹٬۰۱۷٬۷۸۶   |           | ۵٬۰۸۵٬۶۰۰ | ۲٬۳۶۸٬۷۰۶ | ۲٬۵۴۲٬۵۲۴           |
| ۲۰۰۷ | ۹٬۴۹۷٬۷۵۴   |           | ۵٬۱۱۹٬۶۳۱ | ۲٬۲۶۱٬۵۱۵ | ۲٬۶۲۰٬۸۲۵           |
| ۲۰۰۸ | ۹٬۲۲۵٬۲۳۶   |           | ۴٬۹۱۱٬۸۶۱ | ۲٬۱۵۳٬۱۹۷ | ۲٬۲۱۷٬۶۶۲           |
| ۲۰۰۹ | ۷٬۲۳۴٬۴۹۹   |           | ۳٬۵۴۳٬۱۹۹ | ۱٬۹۹۶٬۱۷۴ | ۱٬۷۷۰٬۱۴۷           |
| ۲۰۱۰ | ۸٬۵۵۷٬۳۵۱   | ۸٬۴۱۸٬۰۰۰ | ۴٬۰۴۷٬۳۴۳ | ۲٬۲۰۳٬۸۴۹ | ۱٬۷۶۳٬۵۹۵           |
| ۲۰۱۱ | ۷٬۸۵۸٬۰۹۱   |           | ۳٬۴۸۳٬۴۶۴ | ۱٬۷۸۳٬۵۲۱ | ۱٬۶۴۴٬۶۶۱           |
| ۲۰۱۲ | ۹٬۹۰۹٬۴۴۰   | ۹٬۷۴۸٬۰۰۰ | ۴٬۴۲۰٬۱۵۸ | ۲٬۴۱۱٬۸۹۰ | ۲٬۰۸۲٬۵۰۴           |
| سال  | تولید       | فروش      | تولید     | فروش      | فروش                |
| سال  | مجموع       | مجموع     | ژاپن      | ژاپن      | ایالات متحده آمریکا |